# Hélène Standish
Pour les articles homonymes, voir Standish.
Pour les autres membres de la famille, voir Famille de Pérusse des Cars.
Hélène de Pérusse des Cars, épouse d'Henry Noailles Widdrington Standish, est née à Paris le 7 août 1847 et morte dans le 16e arrondissement de cette même ville, le 12 octobre 1933.
Femme du monde, célèbre pour sa beauté, Hélène Standish est une figure familière de la société française et britannique. Elle reçoit dans son salon parisien bon nombre d'artistes de renom et inspire Marcel Proust.
Hélène Standish est également une parente de l'écrivain Guy Augustin Marie Jean de Pérusse des Cars, plus connu sous le nom de Guy des Cars.

## Biographie

### Famille de Pérusse des Cars
Hélène Aldegonde Marie de Pérusse des Cars est née à Paris dans le 1er arrondissement ancien, le 7 août 1847. Elle est la seconde fille d'Amédée Joseph de Pérusse, comte des Cars (1820-1899), et de Mathilde Louise Camille de Cossé-Brissac (1821-1898). Par son père, qui est le fils d'Amédée François Régis de Pérusse des Cars, duc des Cars (1790-1868) et d'Augustine Frédérique Joséphine du Bouchet de Sourches de Tourzel (1798-1870), et par sa mère, qui est la petite-fille maternelle de Louis Charles de Sainte-Aldegonde, marquis de Colembert (1766-1837) et de Joséphine Marie Madeleine Catherine du Bouchet de Sourches de Tourzel (1769-1838), Hélène est la descendante par une double lignée de Louise-Élisabeth de Croÿ, duchesse de Tourzel, gouvernante des Enfants de France du roi Louis XVI.

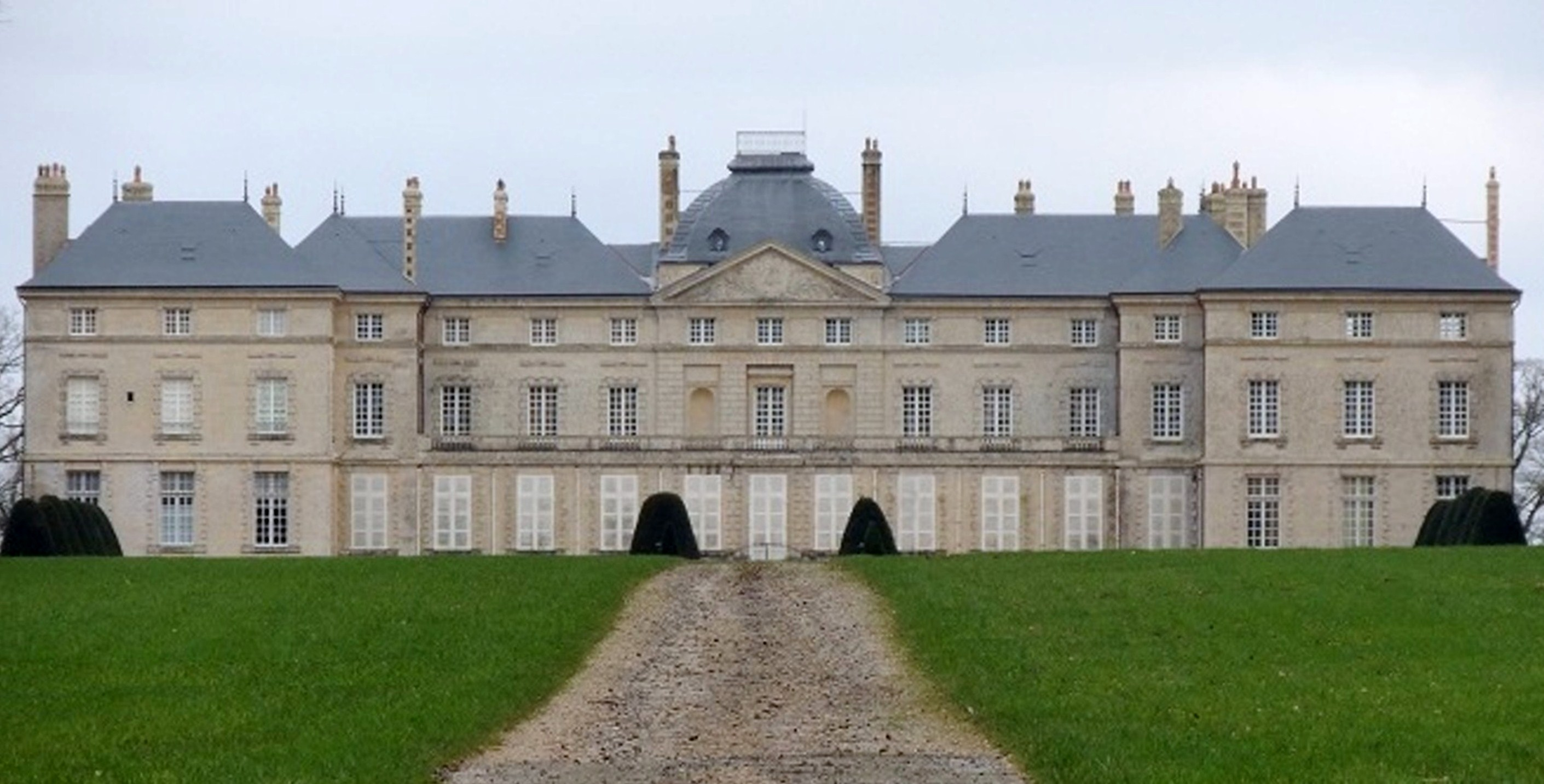
Le château de Sourches dans le département de la Sarthe, propriété de la famille de Pérusse des Cars.

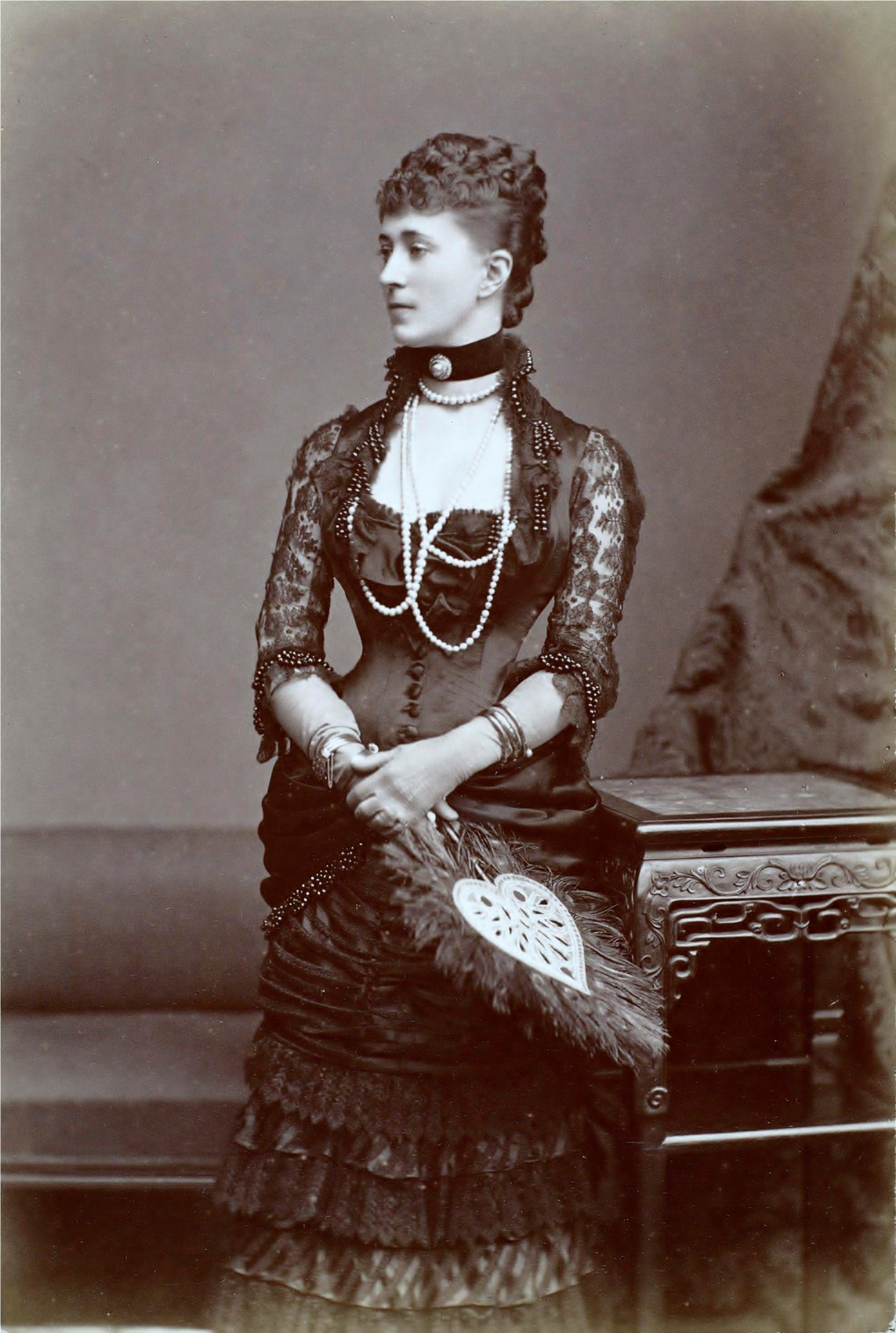
Madame Hélène Standish à Londres et tenant un éventail. Photographie probable d'Alexander Bassano en 1881.
Royal Collection Trust.

Sa sœur aînée Émilie Gabrielle Marie de Pérusse des Cars, est née à Paris le 23 février 1844 dans le 1er arrondissement ancien, son frère Augustin Marie Théodore dit Auguste, est né le 3 décembre 1848 à Boulogne-sur-Mer où résident ses parents à ce moment et sa sœur cadette, Stéphanie Marie Françoise Mathilde, est née dans le 7e arrondissement de Paris le 21 janvier 1862.
Hélène se marie, le 17 octobre 1870 à Colembert dans le département du Pas-de-Calais, avec Henry Noailles Widdrington Standish (1847-1920), issu d'une ancienne famille de l'aristocratie anglaise, fils aîné de Charles Henry Lionel Widdrington Standish (1823-1883) et d'Alexandrine Léontine Marie Sabine de Noailles (1819-1870), fille de Just de Noailles, prince de Poix et duc de Mouchy. Le contrat de mariage d'Hélène de Pérusse des Cars et d'Henry Standish est établi le 15 octobre précédent, chez Maître Germain Étienne Michel, notaire à Boulogne-sur-Mer.
La cérémonie se situe en pleine guerre franco-allemande. Les hostilités débutent le 19 juillet 1870 et après une série de revers, Napoléon III capitule à la bataille de Sedan, le 2 septembre. La défaite française provoque la chute du Second Empire, la proclamation de la République à Paris le 4 septembre et l'invasion de la France par l'armée prussienne qui assiège la capitale le 18 septembre. Malgré les événements, la fête du mariage se déroule au château de Colembert, propriété de Marie-Antoinette Gabrielle de Sainte-Aldegonde de Noircarmes d'Hust, comtesse de Cossé-Brissac (1793-1874) et grand-mère d'Hélène de Pérusse des Cars.
Un des témoins au mariage est son frère Auguste, ancien élève à l'École militaire de Saint-Cyr, 53e promotion dite « de Suez » (1868-1870). Son vœu de devenir officier ne s'est pas réalisé, faute d'avoir achevé ses études militaires. Toutefois, il poursuit une carrière dans l'armée, mais sa destinée se brise après la défaite française de 1870 : il meurt le 26 juin 1871 à Rozet-Saint-Albin dans le département de l'Aisne, à l'âge de 22 ans en tant que cavalier.
L'aînée, Émilie de Pérusse des Cars épouse le 24 août 1874 dans le 7e arrondissement de Paris, le comte Bertrand Pierre Anatole de Montesquiou-Fezensac, officier de marine qui revient de Cochinchine en tant qu'aide de camp du contre-amiral Marie Jules Dupré. De cette union naît une fille, Mathilde Marie Anne Élisabeth, le 29 juillet 1883 rue de Brest à Lorient, lieu-dit Nouvelleville en Meurville, où Bertrand, à présent capitaine de frégate, est affecté. Il est nommé chevalier de la Légion d'honneur le 14 mars 1864, avant d'être promu officier le 5 juillet 1881 puis commandeur le 30 décembre 1898. Émilie hérite en 1882 du château de Hauteville et de son domaine dans le département de la Mayenne. Prioritaire dans l'ordre de la succession, elle est la petite nièce des châtelains qui n'ont pas de descendance directe : Charles Alexis du Hardas (1799-1873) et Mélanie Françoise Prudhomme de la Boussinière (1805-1882), légitimistes et partisans du comte de Chambord, le prétendant au trône de France sous le titre d'Henri V.
La sœur cadette, Stéphanie de Pérusse des Cars, épouse le comte Joseph Marie Ludovic Bertier de Sauvigny, officier de réserve, le 7 janvier 1889 dans le 7e arrondissement de Paris.

Mariage d'Hélène de Pérusse des Cars et d'Henry Standish, Lord of Standish
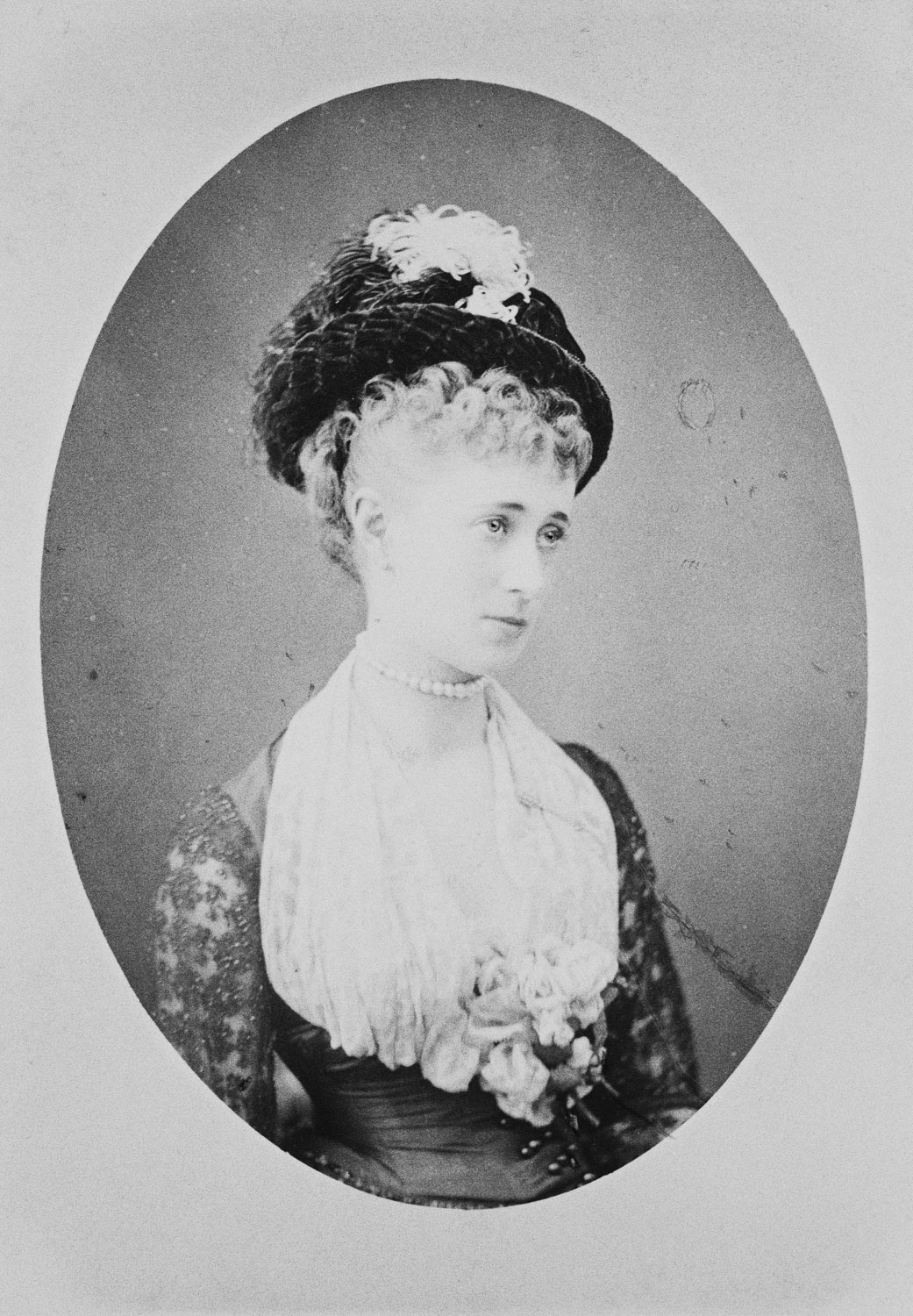
Hélène de Pérusse des Cars par le photographe Georges Penabert.
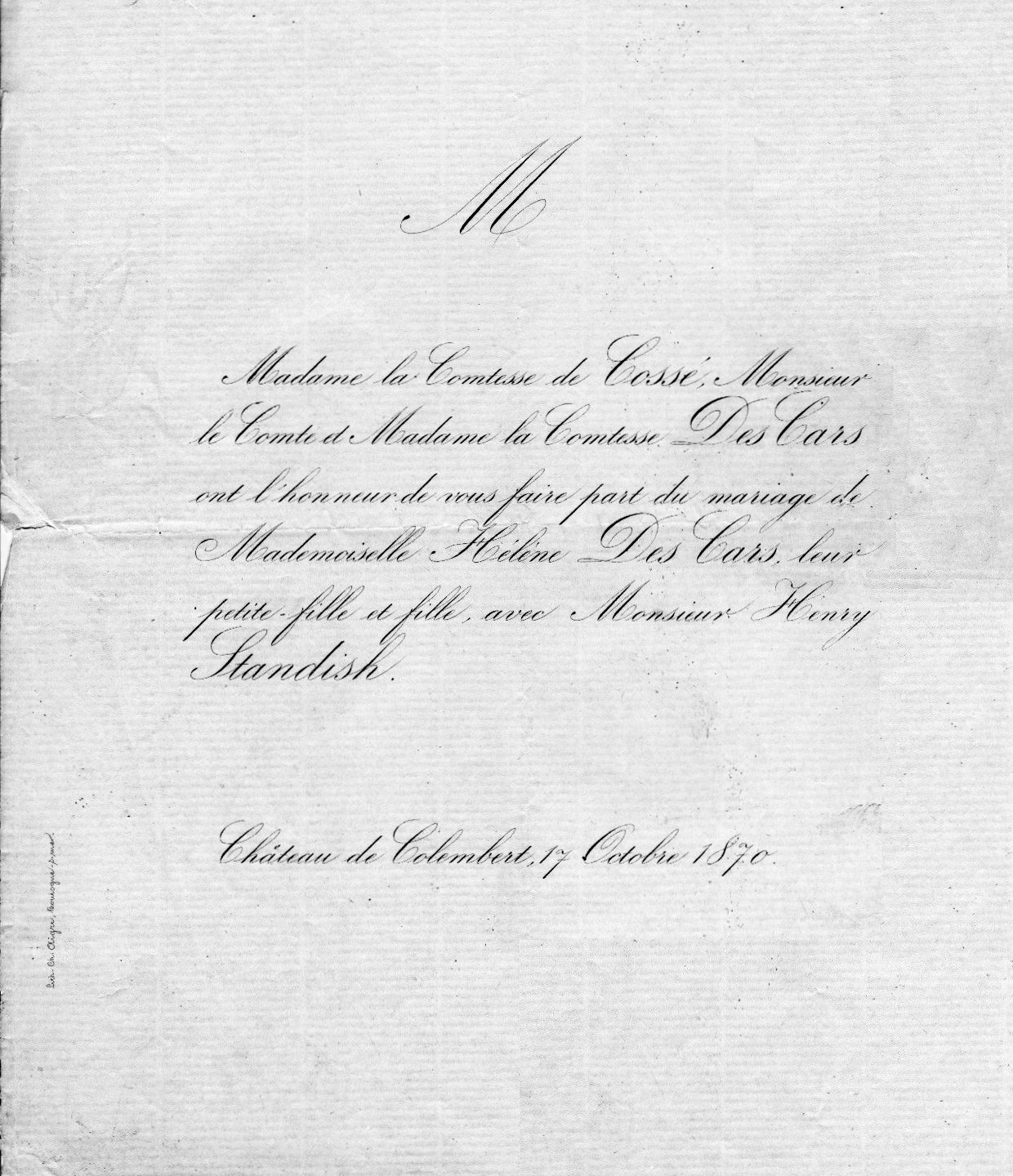
Faire-part de mariage, château de Colembert (imprimerie Charles Aigre).
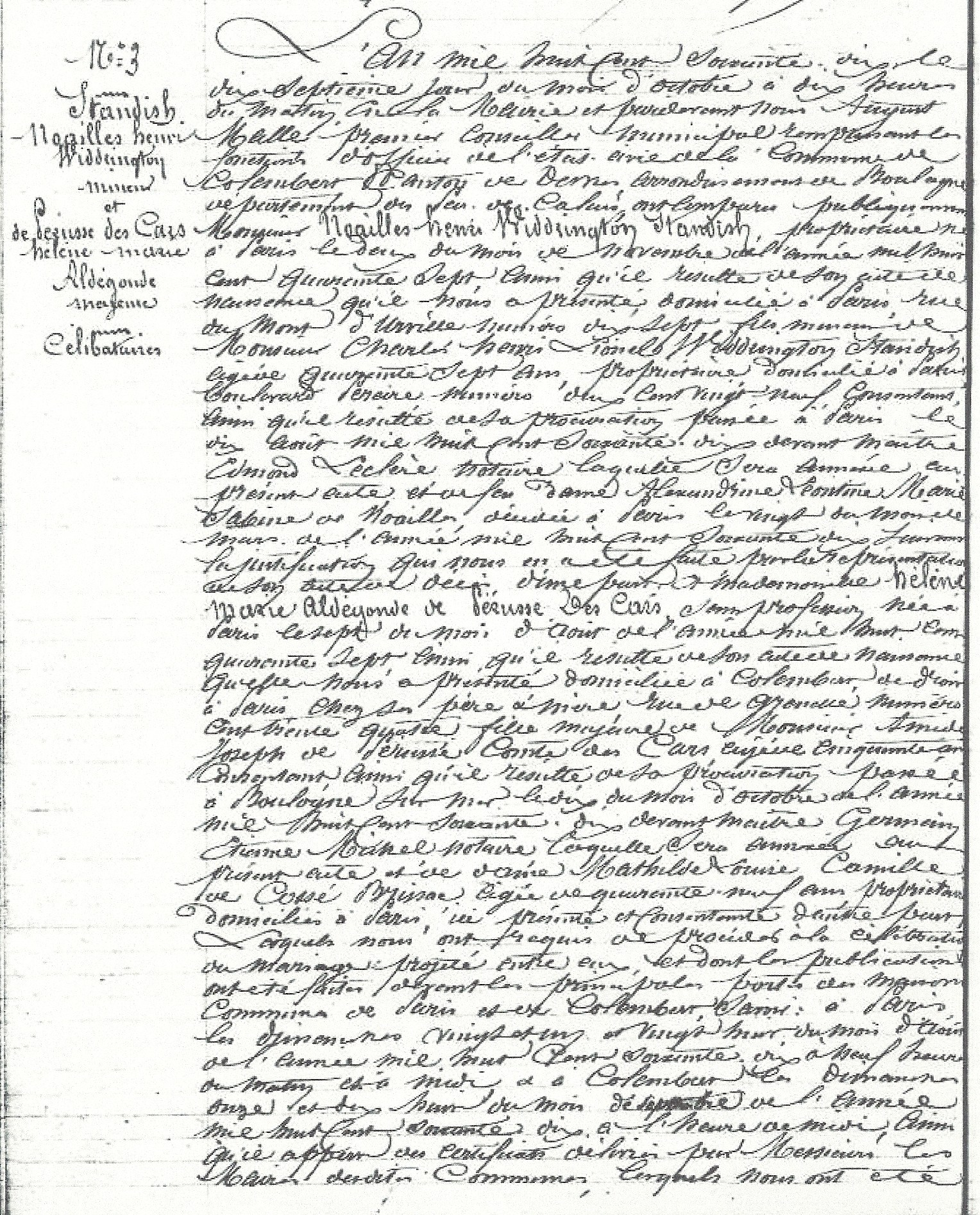
Acte de mariage à Colembert dans le département du Pas-de-Calais, le 17 octobre 1870.
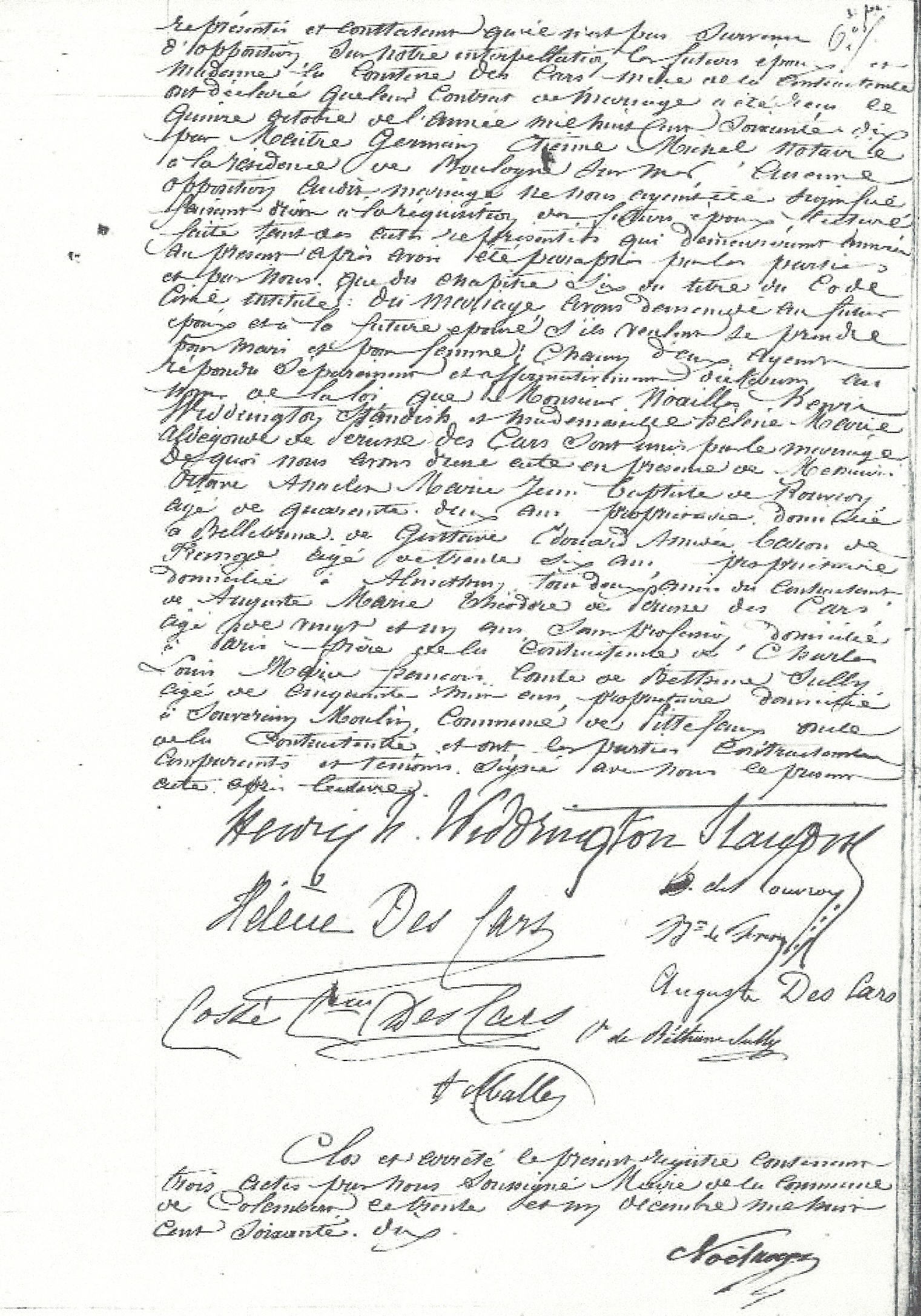
Seconde page de l'acte de mariage avec les signatures. Archives départementales du Pas-de-Calais.
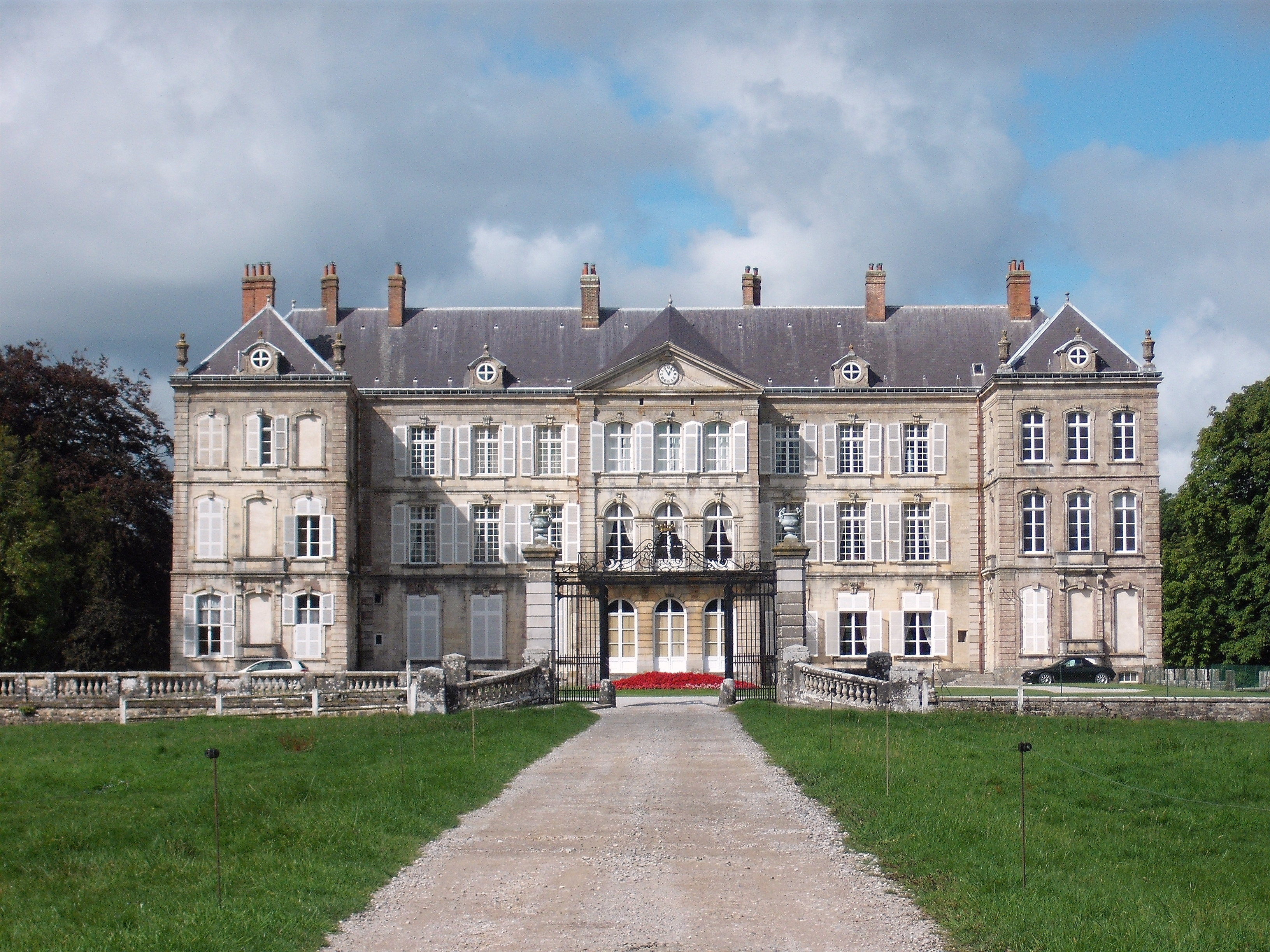
Le château de Colembert est la propriété de sa grand-mère, Marie Antoinette Gabrielle de Sainte-Aldegonde de Noircarmes d'Hust, comtesse de Cossé-Brissac (1793-1874).

### Famille Standish
| - Le capitaine Myles Standish (1584-1656). - Thomas Strickland Standish (1763-1813), Lord of the Manor. - Charles Strickland Standish (1790-1863), Lord of the Manor. - Thomas Strickland Standish of Sizergh (1792-1835). - Léontine Standish (1843-1869), comtesse Ducarel de la Pasture. |

#### Origines

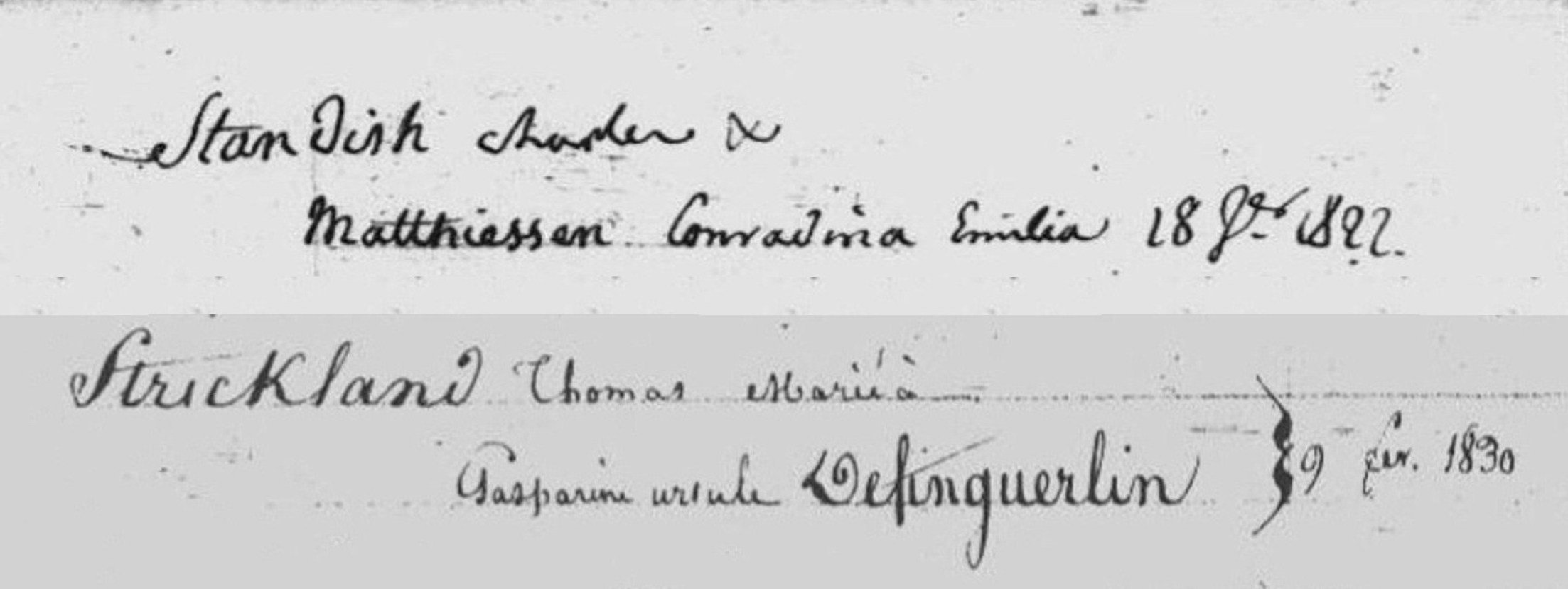
Famille Standish : extraits des tables décennales des mariages de Carlepont (département de l'Oise) de 1822 à 1832.

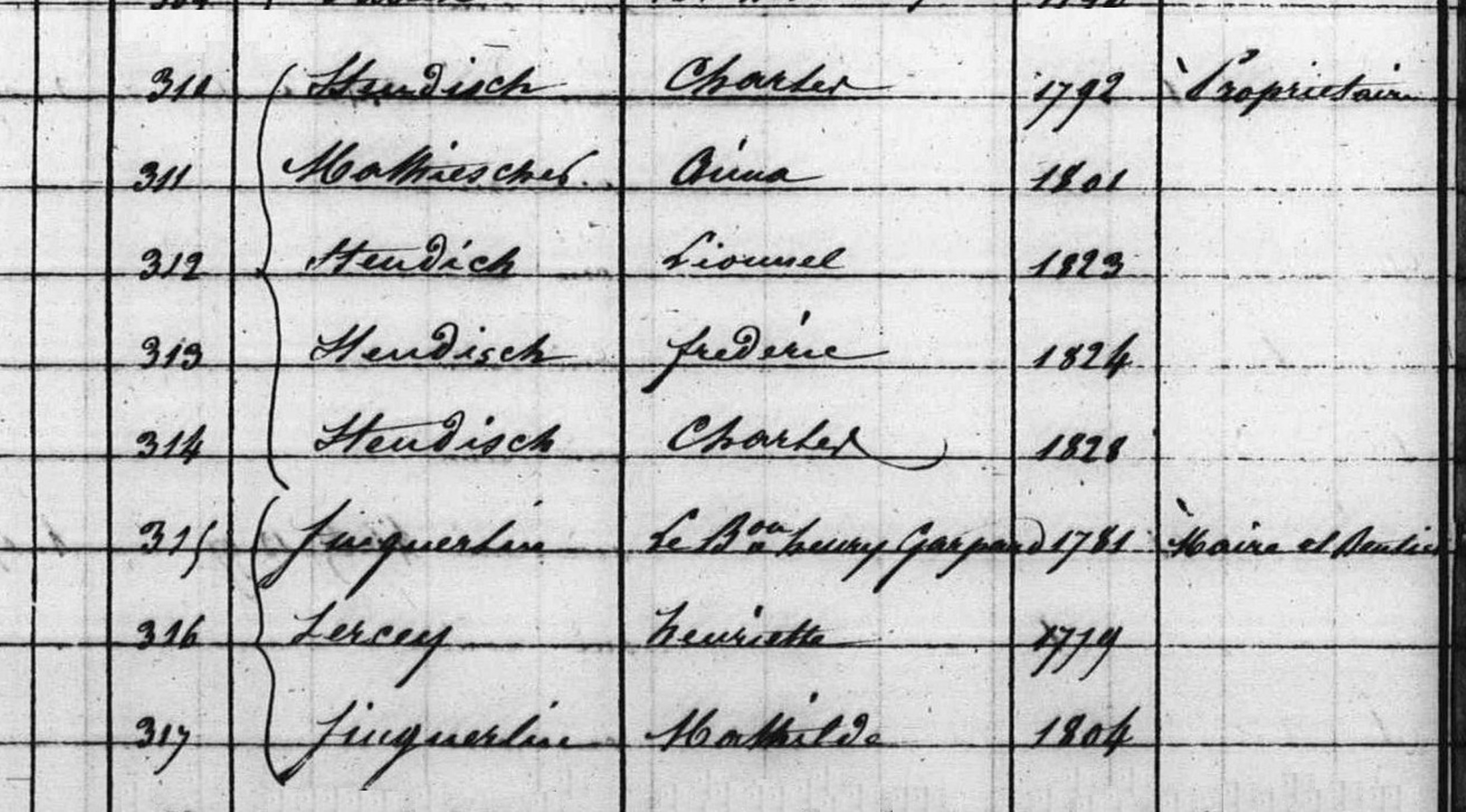
Registre de recensement de la population de Carlepont en 1831. Familles Standish et Finguerlin de Bischingen au château de Carlepont. À noter les inexactitudes concernant certaines années de naissance.

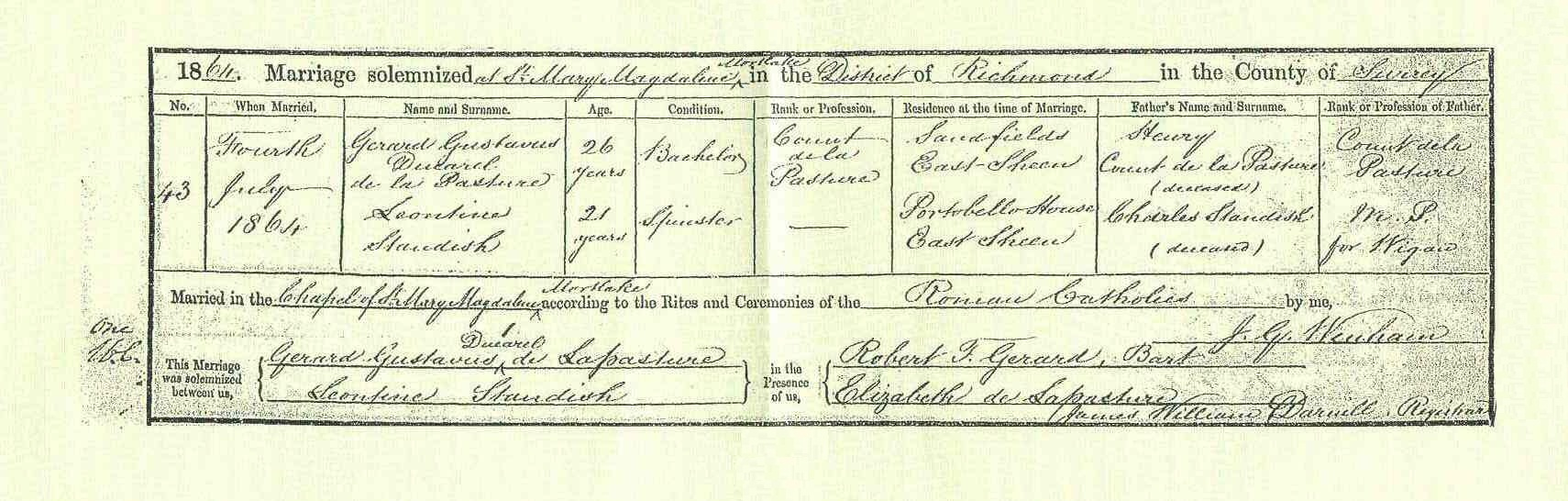
Certificat de mariage britannique en date du 4 juillet 1864 à Londres, entre le comte Gérard Gustave Ducarel de la Pasture (1838-1916) et Léontine Standish (1843-1869). La mariée est soit l'unique fille et dernier enfant de Charles Strickland Standish (1790-1863), ou le premier enfant du fils de celui-ci, Charles Henry Lionel Widdrington Standish (1823-1883).

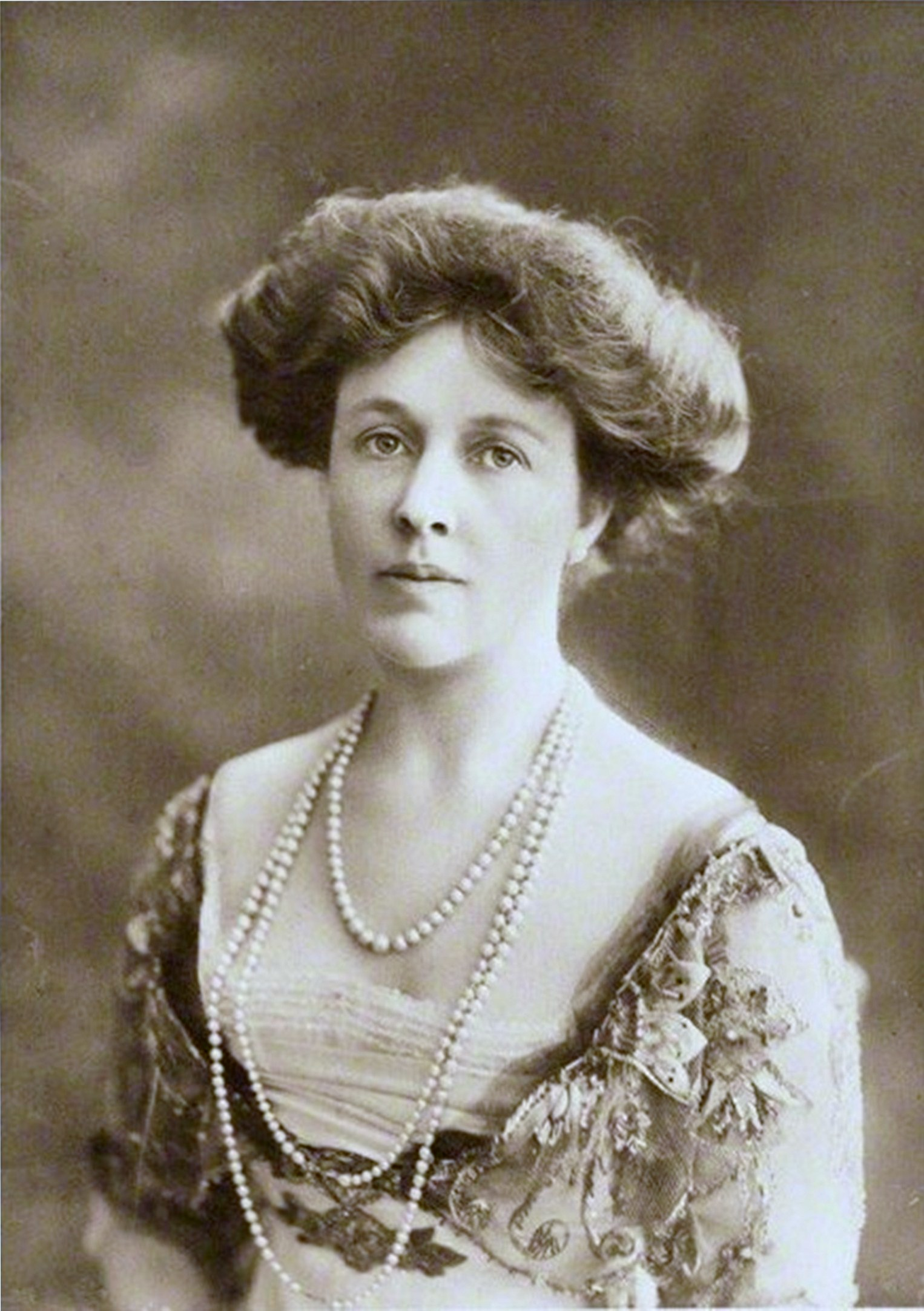
Lady Monica Lilly (Monique Lilly) Bullough est née à Christchurch, en Nouvelle-Zélande, le 7 avril 1869. Sa mère est décédée le lendemain. Elle est la fille aînée de Gérard Gustave Ducarel (1838-1916), comte puis quatrième marquis de la Pasture et de Léontine Standish (1843-1869).

La famille Standish (en) est une ancienne famille de l'aristocratie anglaise dont les origines sont normandes et remontent à la conquête de l'Angleterre par Guillaume le Conquérant, duc de Normandie. La branche aînée hérite du titre de seigneur du Manoir de Standish (en anglais Lord of the Manor) dans le comté de Lancastre. L'un des membres les plus célèbres de cette famille est le capitaine Myles Standish, de la branche des Standish de Duxbury.

#### Charles Strickland Standish
Le grand-père d'Henry Noailles Widdrington Standish est Charles Strickland Standish (1790-1863), seigneur du Manoir de Standish. Il est né dans le comté de Lancastre le 15 mars 1790 et succède à son père Thomas Strickland Standish, le 4 décembre 1813 en tant que seigneur du Manoir (Lord of the Manor) de Standish. Il occupe les fonctions de magistrat, député-lieutenant du comté de Lancastre et shérif en 1836. Charles Standish est élu député du parti Whig de Wigan en 1837 et de nouveau en 1842. Il est grandement estimé et ses contemporains louent son intégrité et son hospitalité.
Charles Strickland Standish voyage beaucoup à l'étranger et se marie à Carlepont dans le département de l'Oise le 18 janvier 1822 avec Émilie Conradine Matthiessen (1801-1831), petite-nièce de la comtesse Félicité de Genlis. De cette union naissent trois enfants : Charles Henry Lionel Widdrington Standish, le 23 janvier 1823 à Standish Hall dans le quartier métropolitain de Wigan, comté de Lancashire dans le Royaume-Uni de Grande-Bretagne, Charles Frederick Standish le 20 avril 1824 également à Standish Hall et leur dernier fils, Charles Edward Standish en 1828.
Charles Standish de par son alliance, est un intime de la famille d'Orléans, et il est l'hôte de la famille de Marie Lafarge à Villers-Hélon. Marie Lafarge dont la grand-mère est Herminie Compton qui serait née d'une liaison entre la comtesse Félicité de Genlis et le duc d'Orléans Philippe Égalité. Charles Standish décide de se rendre à la prison de Montpellier où est détenue Marie Lafarge, mais le préfet lui refuse le droit de visite.

#### Léontine Standish
Après le décès de son épouse en 1831, Charles Standish connaît une nouvelle relation dont on ignore l'identité. De cette seconde union est née Léontine Standish dite Lilly, le 12 février 1843. Charles Standish est mort à Londres le 10 juin 1863 et il est inhumé dans le caveau familial de l'église de Standish. Léontine Standish se marie à la chapelle catholique romaine de Sainte Mary Magdalene, Mortlake, East Sheen, Surrey dans le district de Richmond à Londres le 4 juillet 1864 avec le comte Gérard Gustave Ducarel de la Pasture (1838-1916). Le couple quitte l'Angleterre le 27 octobre 1864 pour Melbourne en Australie où réside son demi-frère, le capitaine Frédérick Standish (1824-1883). Première étape avant de gagner la Nouvelle-Zélande pour s'installer à Christchurch. Le comte et la comtesse ont élu domicile à Springfield dans Papanui Road. Springfield est une grande ferme composée de quinze pièces avec dépendances, des écuries et un vaste domaine. C'est en ce lieu que la comtesse de la Pasture donne naissance le 7 avril 1869 à une fille, Monique Lilly (Monica en anglais et future Lady Bullough). Mais sa mère meurt le lendemain des suites de l'accouchement, âgée seulement de 26 ans. Elle est inhumée dans Barbadoes Street Cemetery à Christchurch, en Nouvelle-Zélande.

#### Finguerlin de Bischingen
Carlepont possède une filature de laines établie par le baron suisse Gaspard Henri de Finguerlin de Bischingen (1776-1856). Ce dernier est aussi le maire de la commune dont il possède le château, acquis en 1817. Il occupe également les fonctions sous la monarchie de Juillet en 1835, de directeur de Dépôt d’Étalons au Service des Haras de Louis-Philippe 1er à Saint-Maixent. Il est le second époux de Rose Henriette Péronne de Sercey (1772-1849). Leur gendre, Charles Strickland Standish, Lord of Standish, devient propriétaire du château de Carlepont de 1828 au 20 octobre 1835.
Rose Henriette Péronne de Sercey, fille de colons, est née le 5 décembre 1772 à Torbeck dans l'Île de Saint-Domingue. Elle est la nièce de l'illustre comtesse Félicité de Genlis et de l'amiral et pair de France, Pierre César Charles, marquis de Sercey. Rose Henriette Péronne de Sercey émigre sous la Révolution française avec sa tante en Angleterre, puis en Allemagne à Hambourg où elle épouse en premières noces le 19 mai 1796, le banquier Johann Conrad Matthiessen (1751-1822). De cette union est née dans cette même ville, Émilie Conradine Matthiessen le 28 juin 1801.
Henriette de Sercey divorce en 1801 pour épouser la même année en secondes noces à Wolfenbüttel près de Brunswick, le baron suisse Gaspard-Henri de Finguerlin-Bischingen (1776-1856), le 14 septembre 1801. De ce mariage naissent deux filles : Mathilde-Caroline-Ulrique de Finguerlin de Bischingen en 1803 et Gasparine-Ursule-Ida de Finguerlin de Bischingen en 1805. Henriette de Sercey est Dame du palais d'Élisa Bonaparte, l'aînée des trois sœurs de l'Empereur Napoléon 1er. Elle devient institutrice et gouvernante de la Princesse Élisa Napoléone Baciocchi au Palais Pitti de Florence. Henriette de Sercey meurt à son domicile au 25 rue du Faubourg Saint-Honoré à Paris, le 29 mai 1849.
Émilie (dite Emma par la comtesse de Genlis) Conradine Matthiessen est née à Hambourg, le 28 juin 1801. Elle se marie à Carlepont le 18 janvier 1822 avec Charles Strickland Standish. Elle meurt à Passy (aujourd'hui 16e arrondissement de Paris) le 24 juin 1831, à l'âge de 30 ans. Émilie Matthiessen est inhumée dans l'ancienne église de Carlepont.
La première demi-sœur d'Émilie Matthiessen, la baronne Mathilde de Finguerlin de Bischingen (1803-1881), est dame lectrice au Palais des Tuileries et elle est au service de la Maison de son Altesse Royale, la duchesse de Nemours. La seconde demi-sœur, Gasparine Ursule Ida de Finguerlin de Bischingen, est née à Paris le 1er novembre 1805. Elle se marie également à Carlepont le 9 février 1830 avec le frère cadet de Charles Strickland Standish, Thomas Strickland Standish of Sizergh (1792-1835). Veuve de ce dernier, Gasparine de Finguerlin de Bischingen revient en France et épouse en secondes noces à Paris le 5 janvier 1837, le comte Roger Aimery de Montesquiou-Fezensac (1809-1864). Elle meurt le 15 février 1846 au domicile familial, 25 rue du Faubourg Saint-Honoré à Paris.
| - Château de Carlepont, vue de la façade avant avec ses jardins. - Château de Carlepont, vue de la façade arrière et de la terrasse. - La comtesse Félicité de Genlis par Jacques-Antoine-Marie Lemoine. - Henriette de Sercey par le baron François Gérard en 1815. - Gasparine Ursule Ida de Finguerlin de Bischingen, veuve de Thomas Strickland Standish of Sizergh. |

#### Lionel Widdrington Standish
Lionel Widdrington Standish réside principalement en France et hérite à la mort de son père en 1863, des domaines du même nom en Angleterre. Il se marie le 5 septembre 1846 à Paris dans le 1er arrondissement ancien avec Alexandrine Léontine Marie Sabine de Noailles.
Sabine de Noailles est née le 13 mai 1819 à Paris dans le 1er arrondissement ancien. Elle est la fille de Antonin Claude Dominique Just de Noailles, prince de Poix et duc de Mouchy, et de Françoise Xavière Mélanie Honorine de Talleyrand-Périgord.
Sabine de Noailles est membre de la Société des bibliophiles français, comme sa belle-sœur la duchesse de Mouchy. Érudite, spirituelle, elle maitrise la langue anglaise et italienne. Elle partage sa vie entre son domicile parisien rue Dumont-d'Urville dans le 16e arrondissement, le château du Val à Saint-Germain-en-Laye et le château de Mouchy dans le département de l'Oise. Sabine de Noailles se sépare de son époux Lionel Standish, à partir de 1855. Celui-ci a en effet une liaison avec une autre femme, Louise Florence Courteille (1829-1916), liaison révélée par le comte Horace de Viel-Castel dans ses Mémoires. Il ajoute que non seulement Lionel Standish vit avec « une fille », mais que celui-ci a fait un séjour à la prison de Clichy, la prison pour dettes dans laquelle les créanciers font enfermer leurs débiteurs,. Malgré sa fortune, Lionel Widdrington Standish, Lord of Standish, a donc accumulé des dettes qui aboutissent à un procès et une peine d'emprisonnement. À moins que sa liaison et le scandale qui en résulte, lui ont valu des inimitiés.
|  |

Sabine de Noailles succombe brutalement à une congestion cérébrale au salon de Valentine de Laborde (Madame Delessert) au no 19 rue Raynouard dans le 16e arrondissement à Paris le 20 mars 1870, à l'âge de 51 ans. Elle repose dans le caveau familial de Mouchy-le-Châtel, selon ses dernières volontés. Sabine de Noailles est l'auteur de, Souvenirs de la Maréchale princesse de Beauvau, ouvrage publié après son décès par ses fils Henry et Cecil Standish, en 1872 aux éditions Léon Techener.
Deux mois après la disparition de son épouse, Lionel Widdrington Standish, Lord of Standish, se marie en secondes noces avec Louise Courteille, le 24 mai 1870 dans le 17e arrondissement de Paris. Louise Florence Courteille est née le 26 décembre 1829, à Ambrières (département de la Mayenne), à proximité du château de Hauteville. Le couple a eu quatre enfants avant l'officialisation de ce mariage et certains des actes de naissance comportent la signature de Lionel Standish. Les enfants naturels conservent cependant le nom de leur mère (se reporter au chapitre : Postérité Standish).
Lionel Standish, meurt le 24 mai 1883 à Neuilly-sur-Seine à l'âge de 60 ans,, peu de temps après la disparition de son frère Frederick Standish à Melbourne en Australie.

#### Charles Frederick Standish
|  |

Charles Frederick Standish, intègre l'université catholique, le Prior Park Collège, à Bath dans le sud-ouest de l'Angleterre puis l'Académie militaire royale de Woolwich. Au cours de ses neuf années dans l'armée, il obtient les grades successifs de deuxième lieutenant en janvier 1843, premier lieutenant en avril 1844 et capitaine en août 1850. 
Il achète la propriété de Cayton Hall près de Harrogate, dans le Yorkshire grâce au financement de son père. Frederick Standish est un joueur connu sur les hippodromes anglais, cumule les dettes et perd une importante somme d'argent. Contraint, il vend sa propriété, déjà hypothéquée, en 1852 et quitte l'Angleterre pour les colonies australiennes à Victoria. 
Il est nommé commissaire adjoint de Goldfields à Sandhurst en 1854 puis commissaire en chef de la police de Victoria au mois de septembre 1858. Standish est resté responsable de la police jusqu'à sa démission en septembre 1880. Sa conduite des opérations policières au moment de l'affaire du gang de Ned Kelly est mise en cause par la commission royale de 1881. 
Frederick Standish devient le grand-maître des francs-maçons de Victoria en 1861 et président du Victoria Racing Club de 1881 à 1883. 
Il est mort, célibataire, au Melbourne Club le 19 mars 1883. Il est inhumé dans la section catholique romaine du cimetière général de Melbourne.

#### Henry Noailles Widdrington Standish

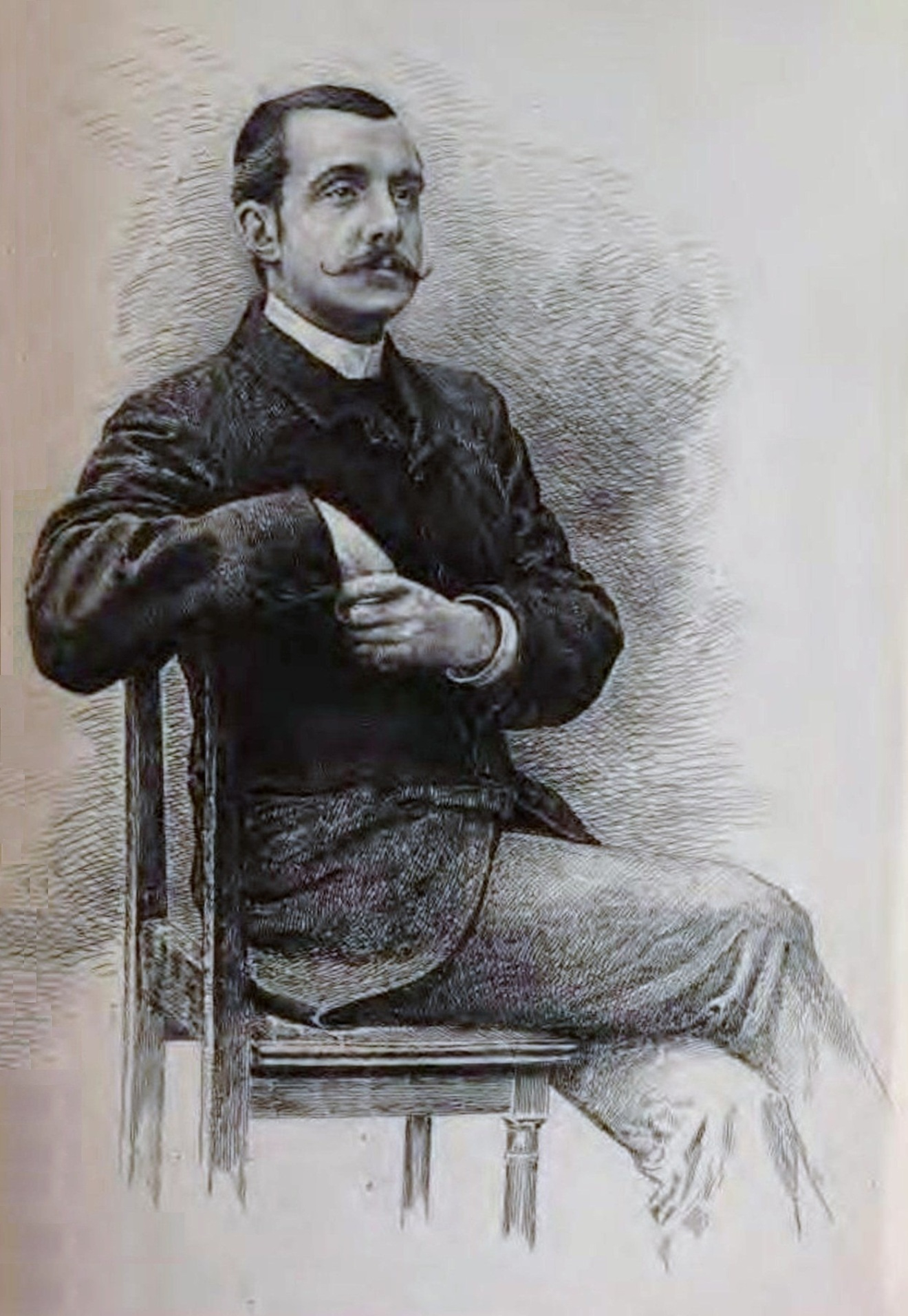
Portrait de Cecil Standish en 1890.

|  |

Henry Noailles Widdrington Standish, propriétaire, est le fils aîné de Charles Henry Lionel Widdrington Standish, Lord of Standish, et d'Alexandrine Léontine Marie Sabine de Noailles. D'origine française par sa mère, Henry Standish est né à Paris dans le 1er arrondissement ancien, le 2 novembre 1847 et il est élevé en France. 
Son frère, Cecil Marie Roger Widdrington Standish, est né à Saint-Germain-en-Laye au château du Val, propriété de la famille de Noailles, le 13 août 1852.
Dans sa jeunesse, Henry Standish intègre l'armée à la fin du Second Empire et part pour l'Algérie avant de s'embarquer pour l'expédition française au Mexique. Son ami Alfred de Gramont (1856-1915), nous rapporte le témoignage et une anecdote d'Henry Standish sur cette période :

« Il était très difficile d’obtenir d'être désigné pour le Mexique à cause du nombre très considérable de demandes. J'étais en Algérie ; j'avais fait toutes les demandes réglementaires et hiérarchiques et j'avais fait agir tous les pistons dont je disposais sans obtenir aucun résultat. Je demandai alors ma permission de quinze jours ; j'allai trouver Marguerite Bellanger, la maîtresse de l'empereur, chez qui je passai trois jours ; et, une nuit, je lui dis : Ma petite, tu sais, je veux absolument aller au Mexique. Il faut me décrocher cela de l'empereur. Et quinze jours après j'étais nommé au corps expéditionnaire, et je partis. C'est un moyen comme un autre, mais il n'est pas à la portée de tout le monde. »

À la mort de leur père Lionel Standish en 1883, les enfants légitimes, Henry et Cecil, héritent des biens familiaux. 
Cécil Standish effectue de nombreux voyages à travers le monde et catholique convaincu, il est reçu par le pape Léon XIII en audience particulière à Rome, au mois de mars 1882. Cecil Standish est également l'auteur de l'ouvrage Niévès, dont une première publication est éditée par la Revue des deux Mondes en octobre 1890. Il meurt de maladie à Hyères, Villa Mont-Clair dans le département du Var, le 22 février 1891, à l'âge de 38 ans,.

### Le prince de Galles
| - Portrait officiel du roi Édouard VII. - Le roi Édouard VII et la reine Alexandra. - La reine Alexandra en 1902. |

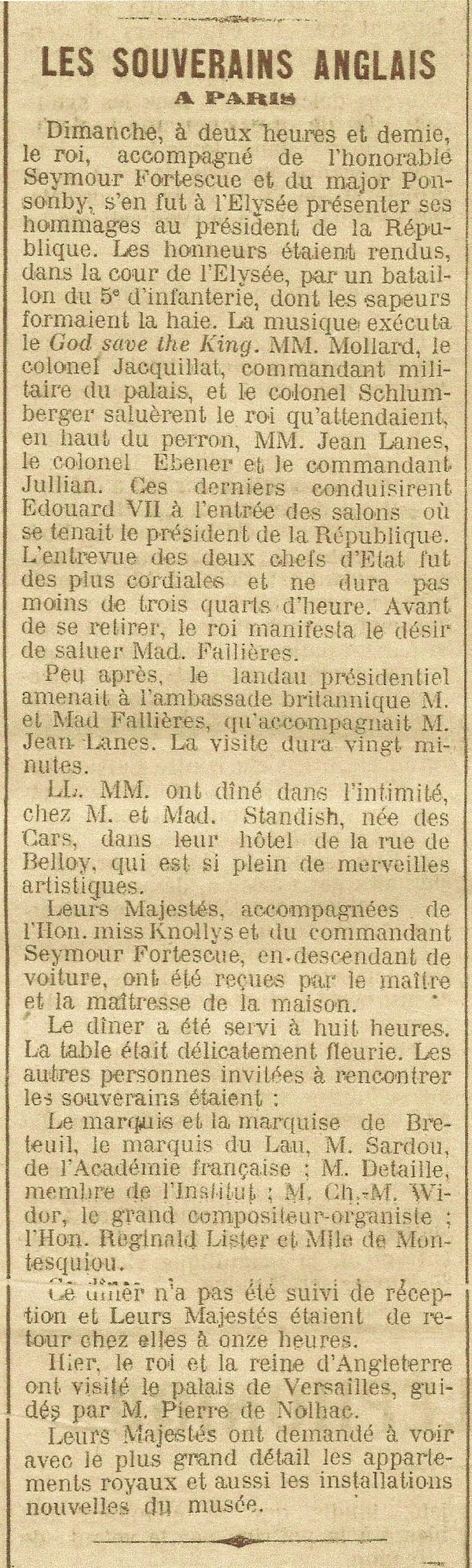
Extrait du Journal du Loiret no 30, du mercredi 6 février 1907, à propos du séjour du couple royal britannique à Paris et de leur visite chez M. et Mme Standish.

Le prince de Galles, futur souverain du Royaume-Uni sous le titre d'Édouard VII (1841-1910), emménage en 1863 dans le palais de Marlborough House à Londres, après son mariage avec la princesse Alexandra de Danemark (1844-1925). Il réunit autour de lui par la fondation du Club de Marlborough en 1869, les personnalités influentes et les plus en vue de la société britannique tels que l'amiral Lord Charles Beresford, le prince Louis de Battenberg (Mountbatten), l'artiste Lady Maria marquise de Ailesbury, le baron Maurice de Hirsch, le diplomate Charles Hardinge baron de Penshurst, le commerçant et navigateur de plaisance écossais Thomas Johnstone Lipton, le banquier Sir Ernest Cassel, Lord Reginald Brett 2e vicomte Esher, mais aussi de la société française : M. et Mme Standish, la princesse de Sagan, la marquise de Galliffet, le duc et la duchesse de Mouchy. Marlborough House représente aussi une stratégie politique, en particulier sur la politique étrangère et les questions dynastiques. Avec le couronnement d'Édouard VII en 1901, Marlborough House devient le noyau de la nouvelle cour et plusieurs de ses membres sont récompensés par leur accession aux plus hautes fonctions dirigeantes de la monarchie.
La reine Victoria et son fils Édouard sont des inconditionnels de la France. Le prince de Galles, francophile ardent, est reçu dans les grandes maisons de l'aristocratie, notamment chez la comtesse Élisabeth Greffulhe rue d'Astorg à Paris, le duc et la duchesse de La Trémoille à Rambouillet ainsi que Lord et Lady Standish dans leur Hôtel particulier, au no 3 rue de Belloy dans le 16e arrondissement de Paris. Mais il a aussi une réputation de séducteur et maintes liaisons lui sont attribuées. Mme Standish, femme du monde, célébrée à la fin du XIXe siècle pour son allure et sa beauté, ne peut se soustraire à la rumeur publique, fondée ou non, sur une éventuelle relation passionnelle en 1874 avec le prince,. Néanmoins, il en faut davantage pour rompre les liens qui se sont tissés au fil des ans entre le couple royal et la famille Standish. Ils resteront des amis proches et cette amitié va perdurer lorsque Édouard et son épouse Alexandra, accèdent au trône le 22 janvier 1901. Mme Standish a une profonde admiration pour Alexandra et elle ne manque pas d'accentuer sa ressemblance étonnante avec la reine.
Édouard VII depuis son avènement, conserve un cercle d'amis restreint et qu'il voit régulièrement lors de ses visites à Paris. Ceux qu'il réunit autour de sa table en ces occasions, sont bien sûr Henry et Hélène Standish, mais aussi le marquis Alfred du Lau d'Allemans, le marquis et la marquise de Ganay, le marquis et général Gaston de Galliffet, M. Édouard Detaille, le grand peintre dont le roi ne manque jamais de visiter son atelier, la marquise et le marquis Henry Le Tonnelier de Breteuil, promoteur de l'Entente cordiale.
La passion du roi Édouard VII pour la France, ses nombreuses connaissances françaises, son désir de voir se concrétiser un rapprochement diplomatique entre Londres et Paris face à la menace de la Triple-Alliance, aboutissent à la signature d'un traité entre les deux pays le 8 avril 1904, celui de l'Entente cordiale.

### Berystede

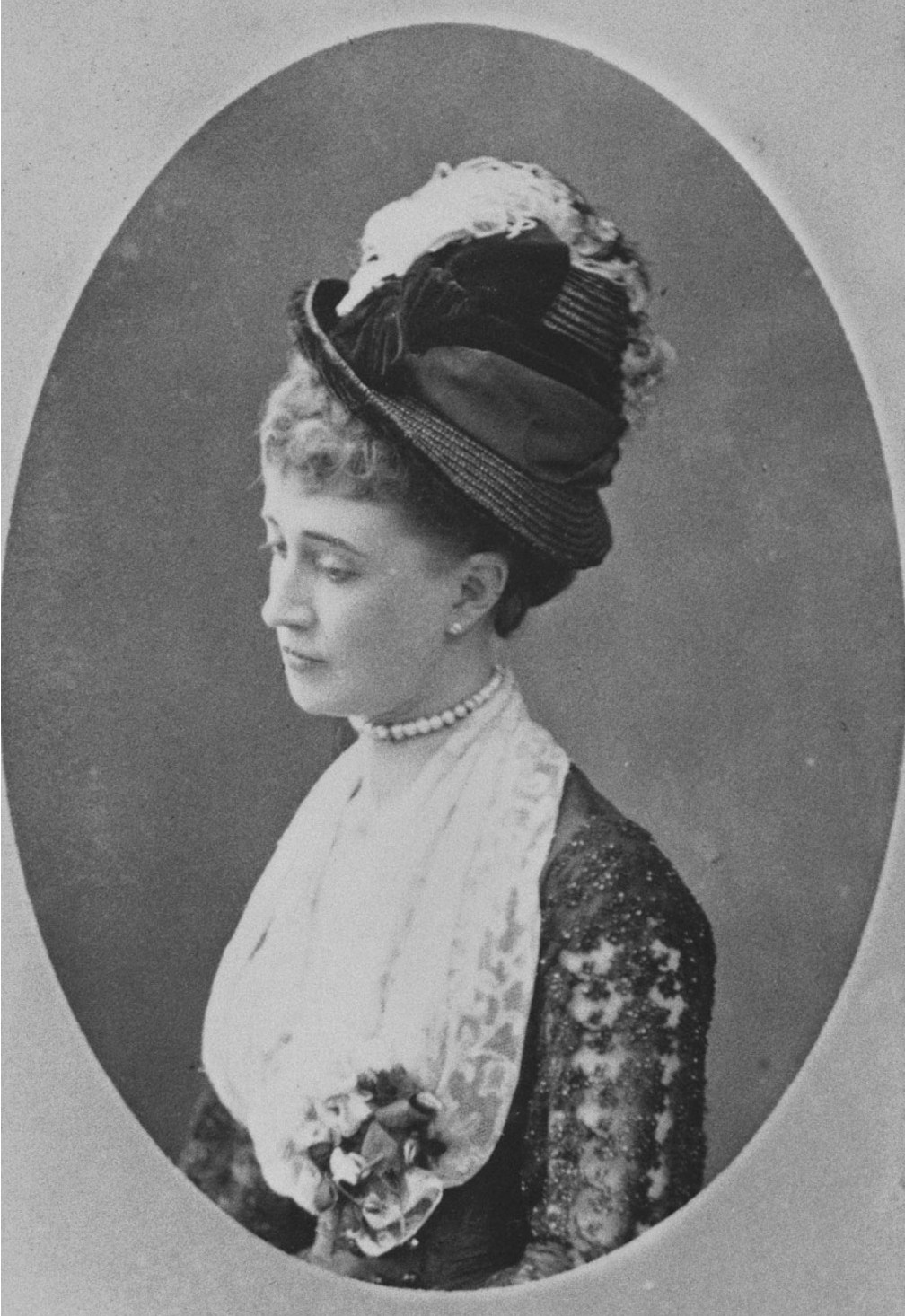
Hélène Standish vers 1875. Photographie de Georges Penabert. Collection royale de la reine Élisabeth II.

De par leur relation princière, M. et Mme Standish se rendent acquéreurs après leur mariage, d'une maison de campagne à proximité de Londres et de Windsor, à South Ascot dans le Berkshire en Angleterre. Ce manoir du nom de Berystede, dont le style de la construction rappelle les origines françaises du couple, est d'inspiration architecturale gothique. Il est entretenu par une pléthore de domestiques qui comprend un majordome, un valet de chambre, des cuisiniers, servantes, jardiniers et un veilleur de nuit, sans compter les écuries avec les cochers. Le 27 octobre 1886, une tragédie se produit. La maison est détruite par un incendie et une victime est à déplorer, Mme Élisa Kleininger, la femme de chambre d'Hélène Standish. Sa fin tragique fait l'objet de deux versions. En premier lieu, Élisa voulait récupérer un coffret à bijoux dans sa chambre à coucher, mais asphyxiée par la fumée et rattrapée par l'incendie, elle s'écroule au pied de l'escalier. Mais la version la plus vraisemblable et relatée par la presse, c'est en allant porter secours à sa maîtresse à la suite de son appel de détresse, que la malheureuse est la proie des flammes,. Quant à Mme Standish, elle ne doit son salut que par la seule issue possible si elle voulait quitter les lieux au plus vite : la fenêtre de sa chambre située au premier étage à 4,50 m du sol. En contrebas se tient le gardien du château, M. Houghton, et qui grâce à ses efforts réussit à sauver Mme Standish. Celle-ci s'en sort miraculeusement avec quelques brûlures qui s'avèrent sans gravité.
Le prince de Galles lui-même, fait le déplacement de Windsor pour réconforter la famille. Henry et Hélène Standish quitteront définitivement le domaine de Berystede.
| - Berystede par l'artiste britannique Walter Hayward-Young (1868-1920). - Photographie de Berystede vers 1920. - Le journal Le Gaulois du 29 octobre 1886. - Le journal Le Gaulois du 7 novembre 1886. |

### Montjoye
|  |

Les 27 et 31 juillet 1894, M. et Mme Standish achètent pour la somme de 200 000 francs, le château de Montjoye à Clairefontaine, près de Rambouillet dans le département de Seine-et-Oise, au baron João Ferreira Dos Santos Silva de Santos et son épouse Madame Henriette Julie Cornélia Landau. Le baron de Santos est pair du royaume et ministre plénipotentiaire du Portugal, Commandeur de l'Ordre du Christ, Chevalier de la Légion d'honneur, Chevalier de l'Ordre de Léopold de Belgique et membre de la Société d'Histoire de Paris et de l'Île de France. Mme la baronne de Santos, propriétaire également du château de Soisy-sous-Étiolles, a une fille née d'un premier mariage, Marie Laure Léopoldine Figdor et qui devient Princesse de Capece-Zurlo par son mariage à Paris dans le 8e arrondissement le 18 décembre 1876, avec le Prince Dominique Jules Victor Maria Janvier de Capece-Zurlo, issu d'une famille de la haute noblesse napolitaine.
En réalité, le château de Montjoye est acquitté par Mme Standish sur ses fonds dotaux et elle décide l'extension de la propriété par l'achat d'un immeuble issu du domaine de La Voisine et appartenant à Mme Louise Antoinette Blanche Frémont (1837-1908), veuve de M. Adrien Henri Huard (1831-1897), de son vivant avocat à la Cour d'appel de Paris, membre du Conseil de l'Ordre et Chevalier de la Légion d'Honneur, les 18 et 21 avril 1899. Pendant l’absence des propriétaires, Montjoye est confié à trois familles qui logent au château : Henri Chauvin, garde particulier, Claude Moufflet, le concierge et Alphonse Désquilbé, le jardinier.
Le général Gaston de Galliffet et marquis de son état, surnommé à juste titre le massacreur de la Commune, fréquente le prince Alfred de Gramont, Laure de Chevigné, la comtesse Greffulhe et Henry Standish. Il séjourne à Clairefontaine à la fin du XIXe siècle, mais il ne possède pas de propriété dans le village. Il descend soit à Montjoye chez les Standish ou aux Bruyères chez M. et Mme Georges Dauchez, le notaire. Galliffet est à ce moment, Inspecteur général de la cavalerie, avant de devenir Ministre de la Guerre de 1899 à 1900. Il n'hésite pas à critiquer Henry Standish, qui lui donne pourtant l'hospitalité, plus par jalousie, car il avoue au prince de Gramont sa passion pour la maîtresse de maison : « Il m'a répété souvent qu'il n'avait jamais aimé et qu'il n'aimait qu'une seule femme au monde plus que tout, c'était Mme Standish ». Alfred de Gramont dresse ainsi le portrait sans la moindre complaisance, du général Galliffet : « très autoritaire, très vindicatif, peu discret, plutôt méchant, cynique, sceptique, sans principes, ne respectant rien, ne croyant à rien, disant du mal de tout le monde, même de ses meilleurs amis ».
Henry Standish est l'un des généreux bienfaiteurs pour mener à bien la construction de la nouvelle église de Clairefontaine. Parallèlement, Il entreprend de grands travaux au château et la modification de la façade méridionale est réalisée dans le style britannique en 1908,. La transformation est caractérisée notamment par une grande baie et un agencement de bois peint. Un escalier en pierre desservant les étages est intégré dans un prolongement de la demeure sur sa partie Est, dont le gros-œuvre est constitué en meulière. Son origine, alors que les autres escaliers sont en bois donc inflammables, fait suite au dramatique incendie de Berystede ainsi que celui du Bazar de la Charité, rue Jean-Goujon à Paris le 4 mai 1897, dans lequel périrent plus de cent vingt victimes, dont la cousine d'Hélène Standish : Louise Marie Aldegonde de Riffardeau de Rivière (1844-1897), épouse de Joseph Louis comte de Luppé (1837-1912), député des Basses-Pyrénées. La comtesse de Luppé habitait dans sa jeunesse le même hôtel particulier où logeaient Hélène de Pérusse des Cars et sa famille, au no 134 rue de Grenelle à Paris.
Le seul vestige de l'ancienne église abbatiale Notre-Dame-de-Clairefontaine, à savoir un portail en plein cintre, est remonté en 1914 dans le parc du château. Pendant la Première Guerre mondiale, M. et Mme Standish contribuent aux soins des blessés français et anglais qui arrivent à Rambouillet et accueillent à leurs frais, les convalescents dans leur propriété de Montjoye de 1914 à 1918.
Le domaine de 39 hectares est mis en vente le 17 juin 1920 pour un montant de 1 200 000 francs avec obligation de reprendre une ferme attenante pour 60 000 francs. L'adjudication est fixée le 29 juin suivant et la jouissance est établie au 1er août 1920. Cette vente à la bougie est réalisée au profit du banquier André Lazard (1869-1931), associé au Groupe financier Lazard, qui se porte acquéreur du château de Montjoye. La propriété, son parc et les bois environnants, sont cédés pour 1 100 000 francs ce 29 juin 1920,.
Hasard malheureux du calendrier, Henry Standish âgé de 73 ans et très malade, meurt à Contrexéville, le 31 juillet 1920 (décès de Henry Standish, se reporter au chapitre : Les dernières années). Le 4 septembre suivant, André Lazard entreprend l'agrandissement du domaine par l'acquisition de la ferme « Le Rosier Clair » de 4 hectares à M. Jean-Baptiste Nicolas Fossard.

Le château de Montjoye
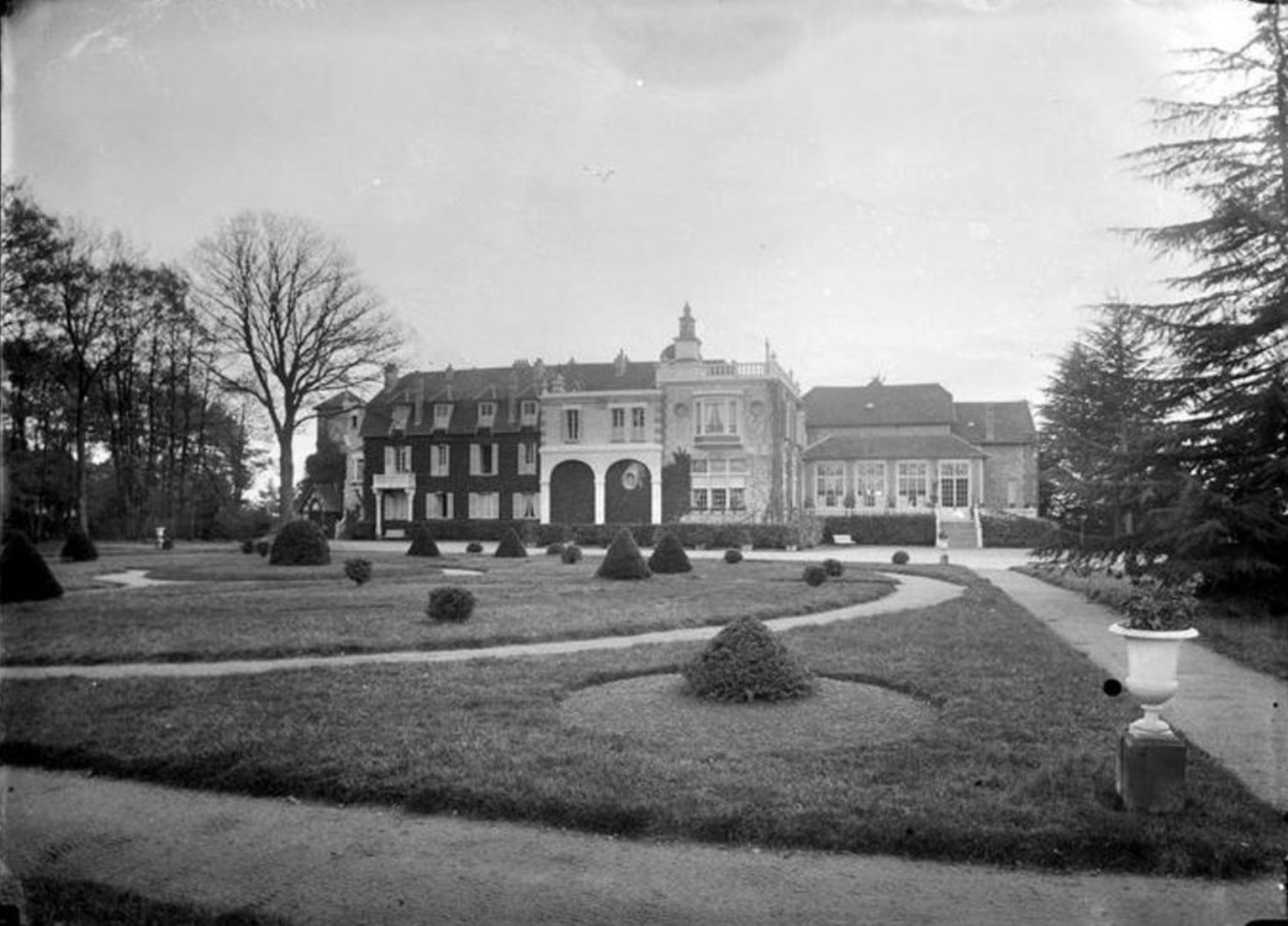
Le château de Montjoye sur la façade Nord à Clairefontaine-en-Yvelines vers 1910, propriété de M. et Mme Standish de 1894 à 1920.
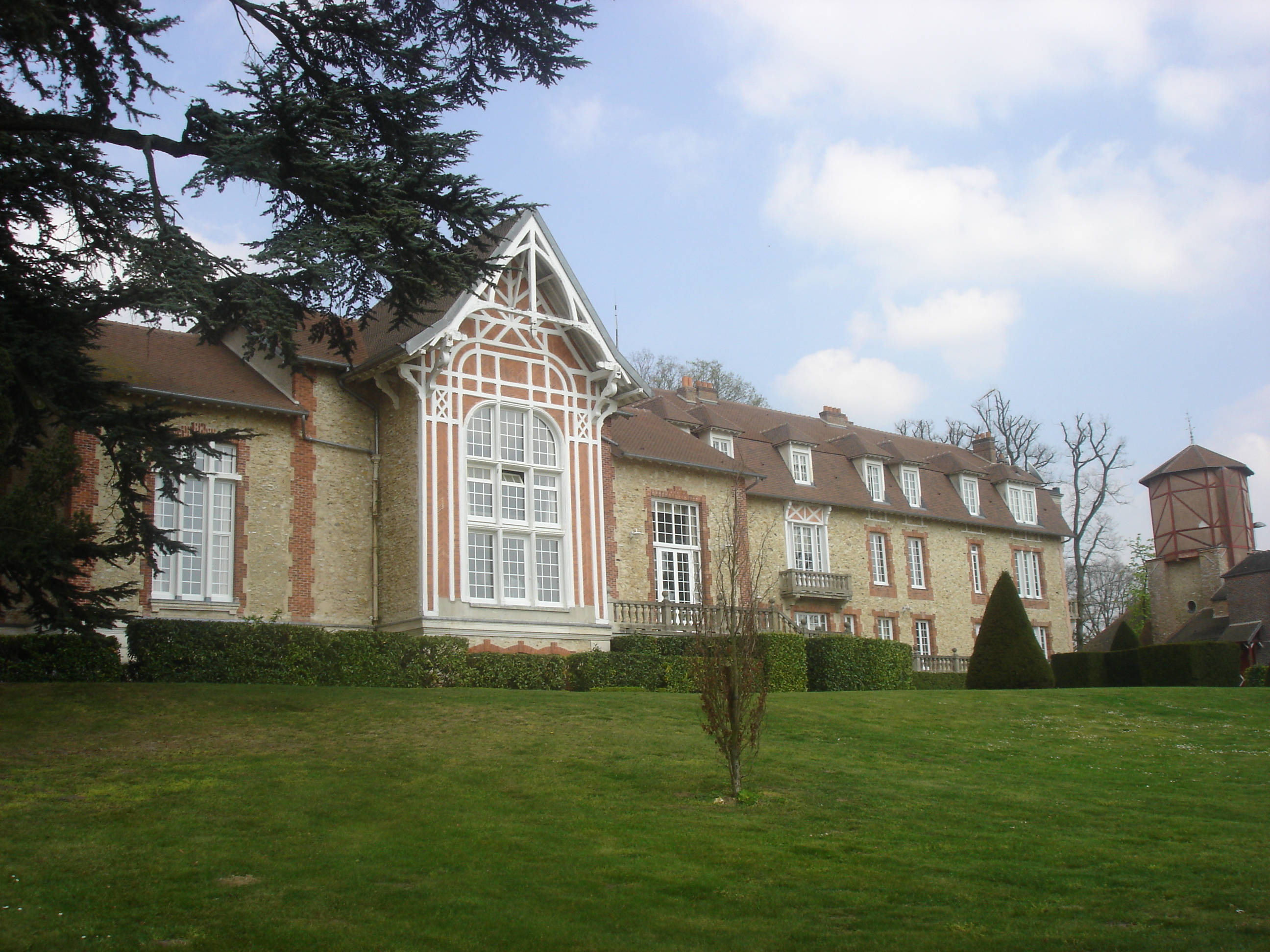
Aujourd'hui, le domaine appartient à la Fédération française de football, sous le nom de Centre technique national Fernand-Sastre.
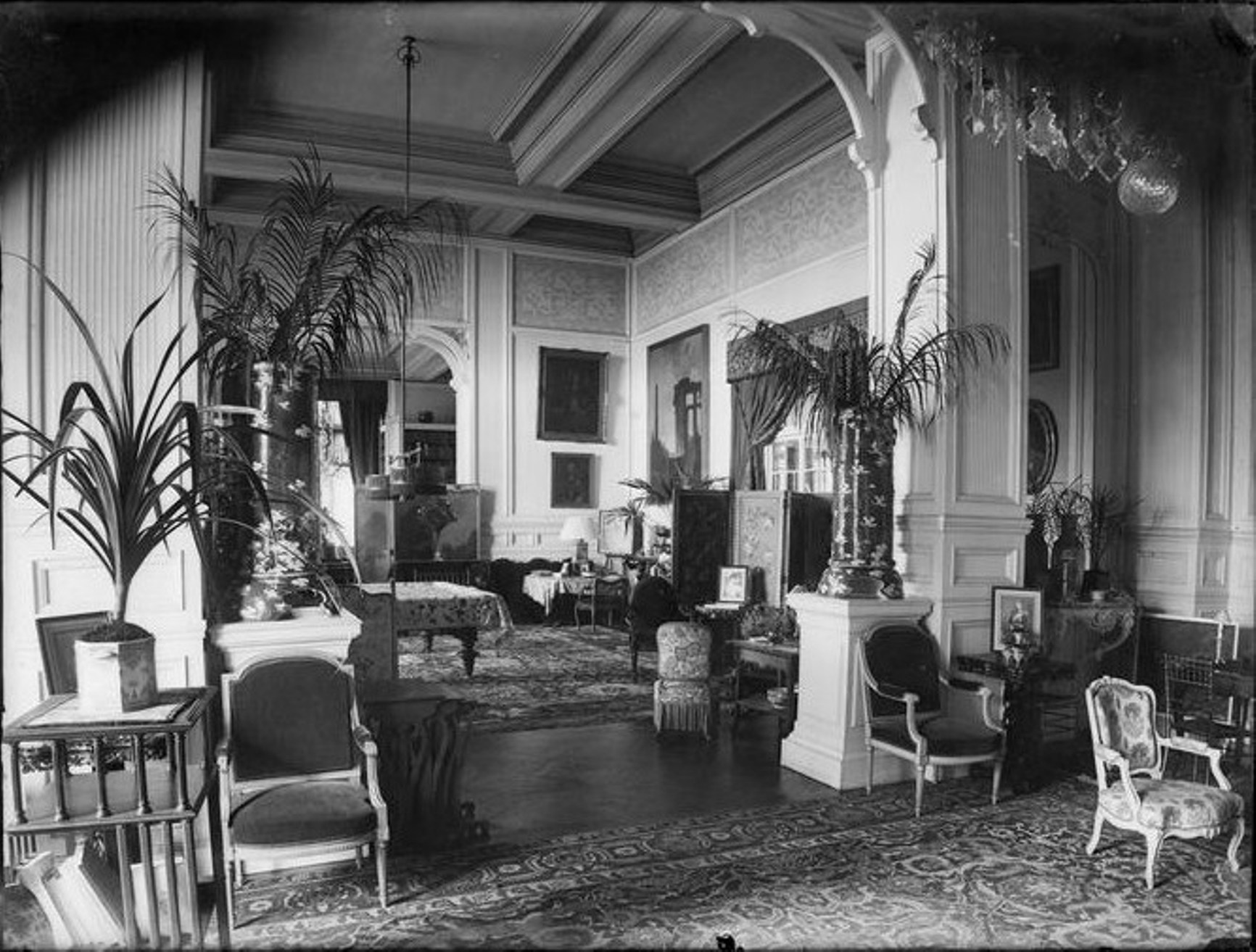
Intérieur du château vers 1910. Un des salons avec sa décoration.
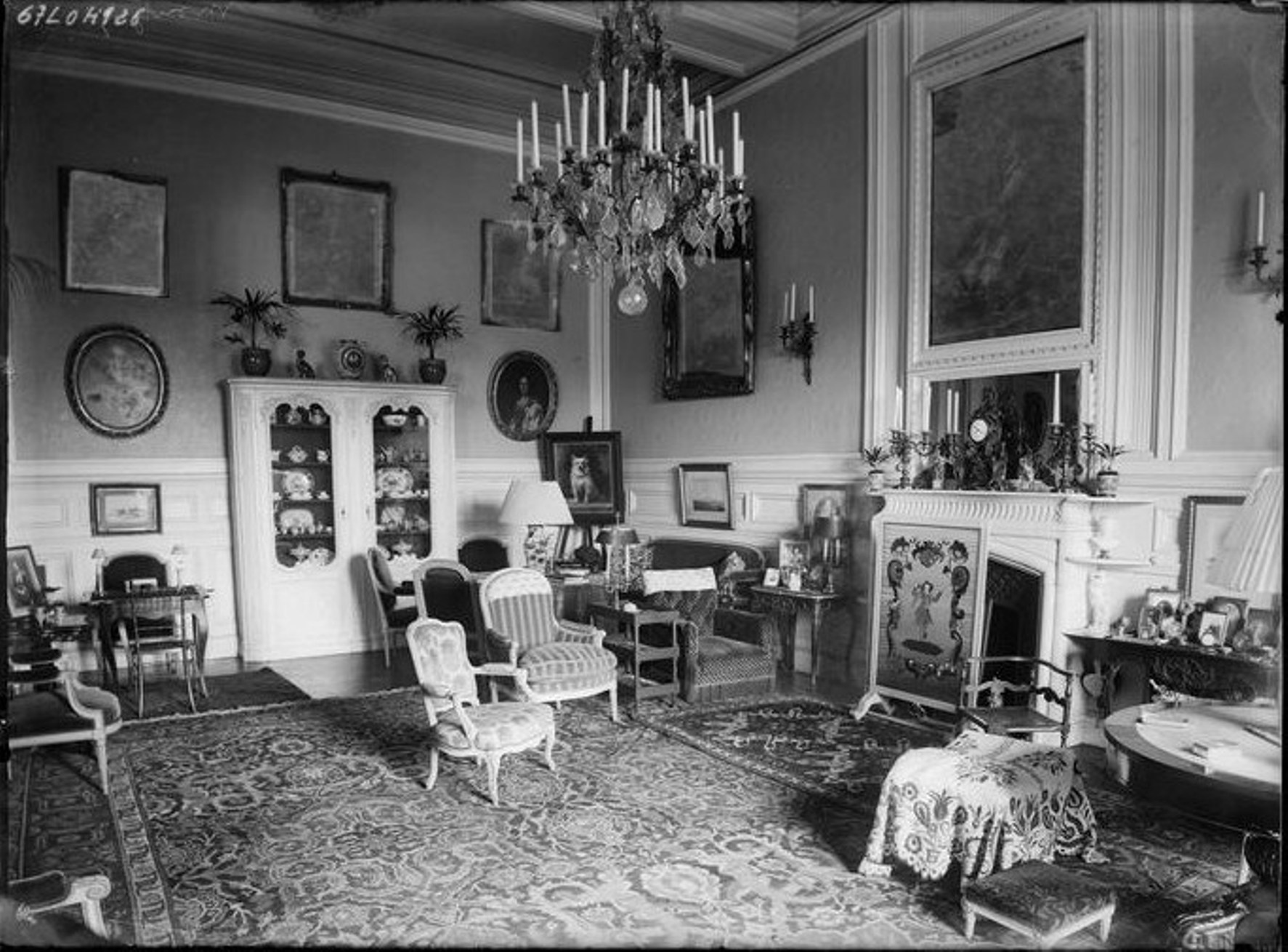
Intérieur du château vers 1910. Prolongement du salon précédent avec de nombreux tableaux.
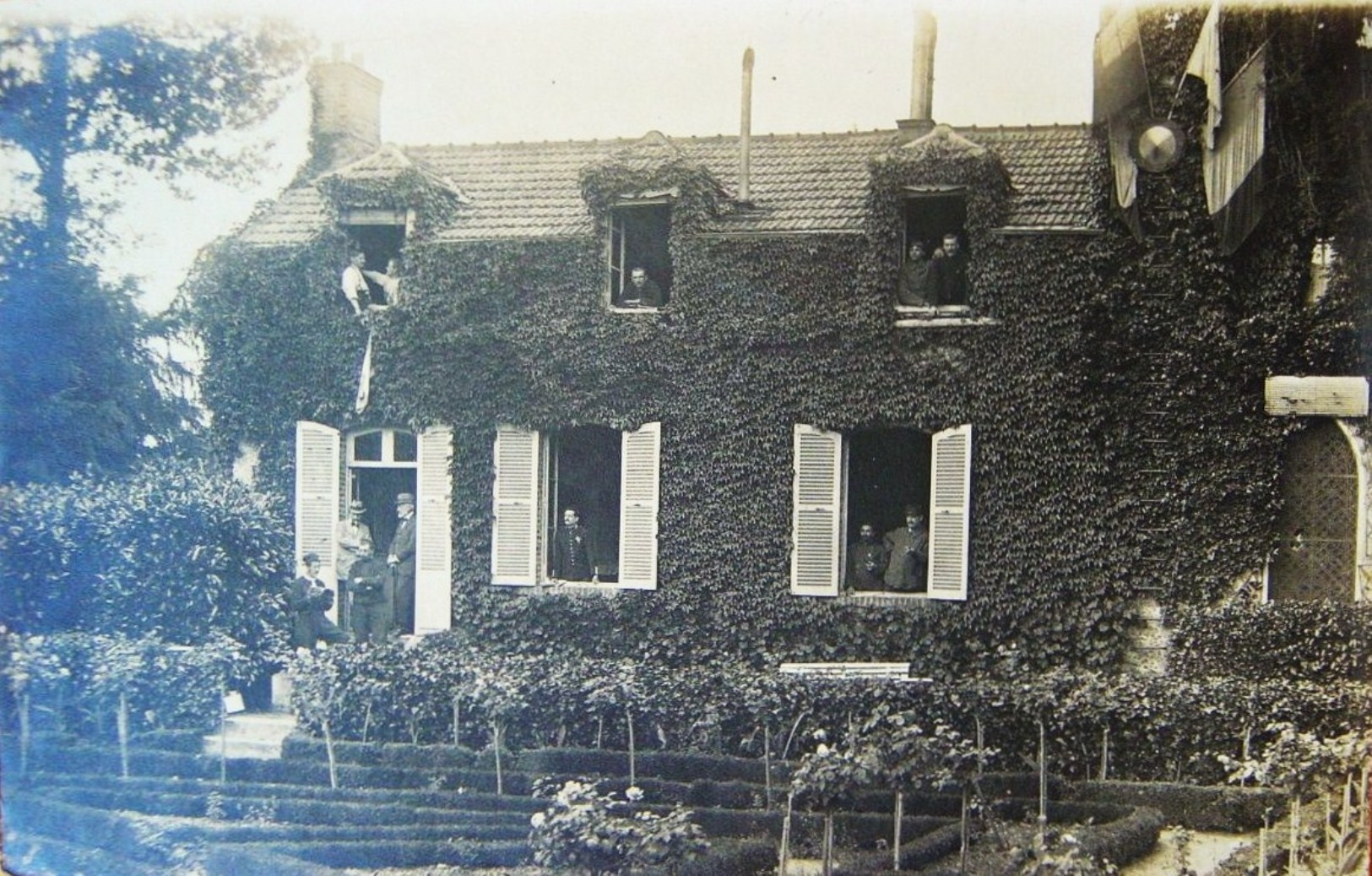
Première Guerre mondiale, juillet 1915. Henry et Hélène Standish accueillent les blessés de 1914 à 1918, au château de Montjoye. M. Standish est le second personnage, appuyé sur une canne, sur le seuil de la porte.

### Marcel Proust

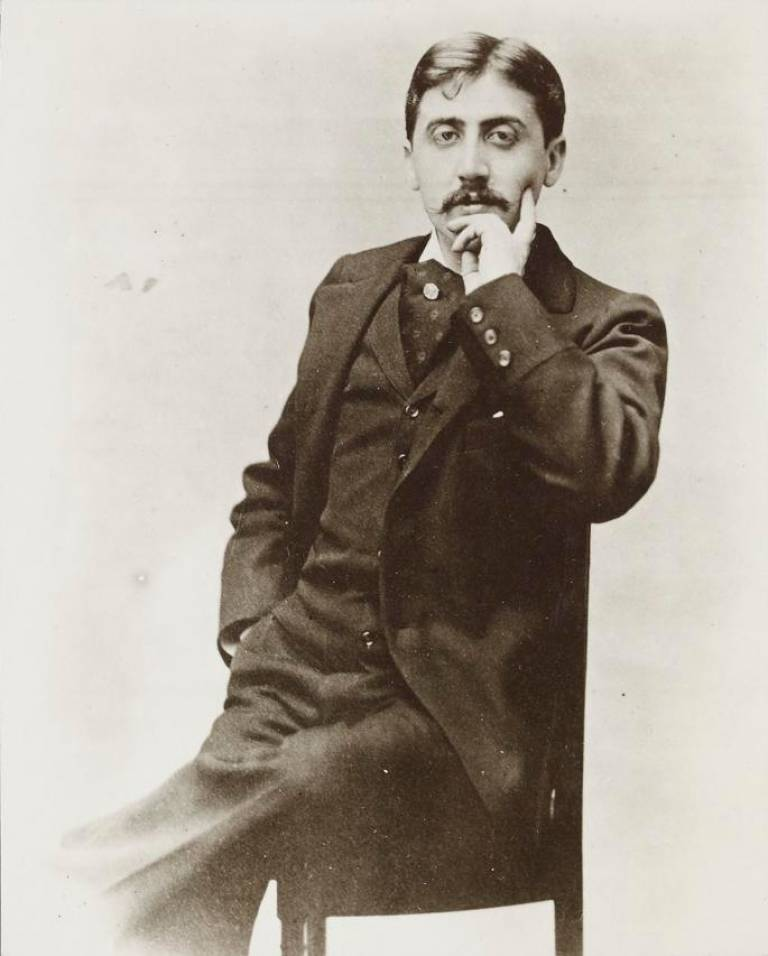
Marcel Proust vers 1895
par Otto Wegener.

Marcel Proust s'est inspiré pour son personnage de la duchesse de Guermantes dans son œuvre, À la recherche du temps perdu, de plusieurs grandes personnalités comme Laure de Chevigné, la comtesse Jean de Castellane, Mme Straus, la comtesse Greffulhe et l'amie de cette dernière, Mme Standish. La célèbre scène de la baignoire au cours d'une soirée à l'Opéra de Paris, montrant la duchesse et la princesse de Guermantes côte à côte et « s'admirant mutuellement », aurait été inspirée par la vision de Mme Standish en 1912, auprès de la comtesse Greffulhe dans l'illustre loge où Marcel Proust était invité pour la représentation de Sumurum.
Céleste Albaret, la servante et gouvernante de Marcel Proust, évoque le choix de l'écrivain pour l'une de ses muses : 

« Je me rappelle… Pendant les deux dernières années, quand nous étions rue Hamelin, après avoir quitté le boulevard Haussmann, il y avait une dame du monde qui avait son hôtel particulier juste au coin de la rue La Pérouse. Elle avait grande allure, mais grande allure assez originale, à l'époque, car, en 1920, elle continuait à s'habiller exactement comme la reine Alexandra, la femme du roi Édouard VII d'Angleterre, qui était mort depuis dix ans - et la guerre était passée entre-temps, avec ses changements.
Cette dame avait été très belle et gardait une élégance très stricte […] M. Proust la connaissait pour l'avoir vue chez la comtesse Greffulhe, je crois, et avait été fasciné par sa mise. Elle avait une nièce qui vivait avec elle comme sa fille, parce qu'elle n'avait pas eu d'enfant, et cette nièce, me racontait M. Proust en riant, avait une telle admiration pour lui que, disait-elle, si elle ne parvenait pas à l'épouser, elle ne voyait qu'un autre homme avec qui se marier : le célèbre organiste Widor, qui était beaucoup plus âgé qu'elle. De fait, elle s'est mariée avec Widor, qui est venu partager l'hôtel particulier de la rue La Pérouse.
Or, de la fenêtre de notre cuisine, j'avais remarqué que l'on avait vue sur leur salle à manger où les repas se déroulaient dans le décorum. Je l'ai signalé à M. Proust ; il m'a priée de le prévenir dans sa chambre, à la première occasion. Deux ou trois fois, il est venu jeter un coup d'œil sur la scène ; j'ai bien vu à son regard que ce qui l'intéressait, c'étaient le bel ordonnancement du service et de la table avec les chandeliers et la vaisselle, et le rapport entre les convives. En un éclair c'était enregistré dans son esprit.
La dame en question, il s'en est servi dans son livre, pour habiller la princesse de Guermantes, notamment dans la description d'une soirée de gala à l'Opéra, où, dans la loge, la mise austère de la princesse contraste avec les aigrettes et les bijoux de la duchesse, sa belle-fille. Et il aurait aussi utilisé ici et là, dans d'autres pages, quelques détails du décorum des repas, que cela ne m'étonnerait pas. Il s'agissait dans la réalité de Mme Standish, une ancienne amie du roi Édouard VII. »

### Madame Standish
Mme Standish participe aux œuvres charitables dans différentes manifestations et les fonds collectés à cette occasion auprès des grands de ce monde, sont versés au profit des plus nécessiteux. Le journaliste Saint-Simon du Gaulois, décrit Lady Standish au cours de l'une d'entre elles, l'œuvre de l'Hospitalité de nuit, dans un bal organisé à l'hôtel Continental au mois de mai 1883 :

« Mais il est temps de passer dans la grande galerie des fêtes, dont les murailles d'or, les riches cannelures, les hauts reliefs, drapés de pourpre, les saillies luisantes s'offrant aux lumières et les peintures décoratives aux tons rosés et moelleux captivent les regards. C'est ici le foyer de la fête. On danse avec entrain ; les valses succèdent aux quadrilles et les polkas aux valses. Tout au fond se trouve le salon des dames patronnesses, mais les dames patronnesses rayonnent de tout coté. Elles sont l'âme de cette joie.

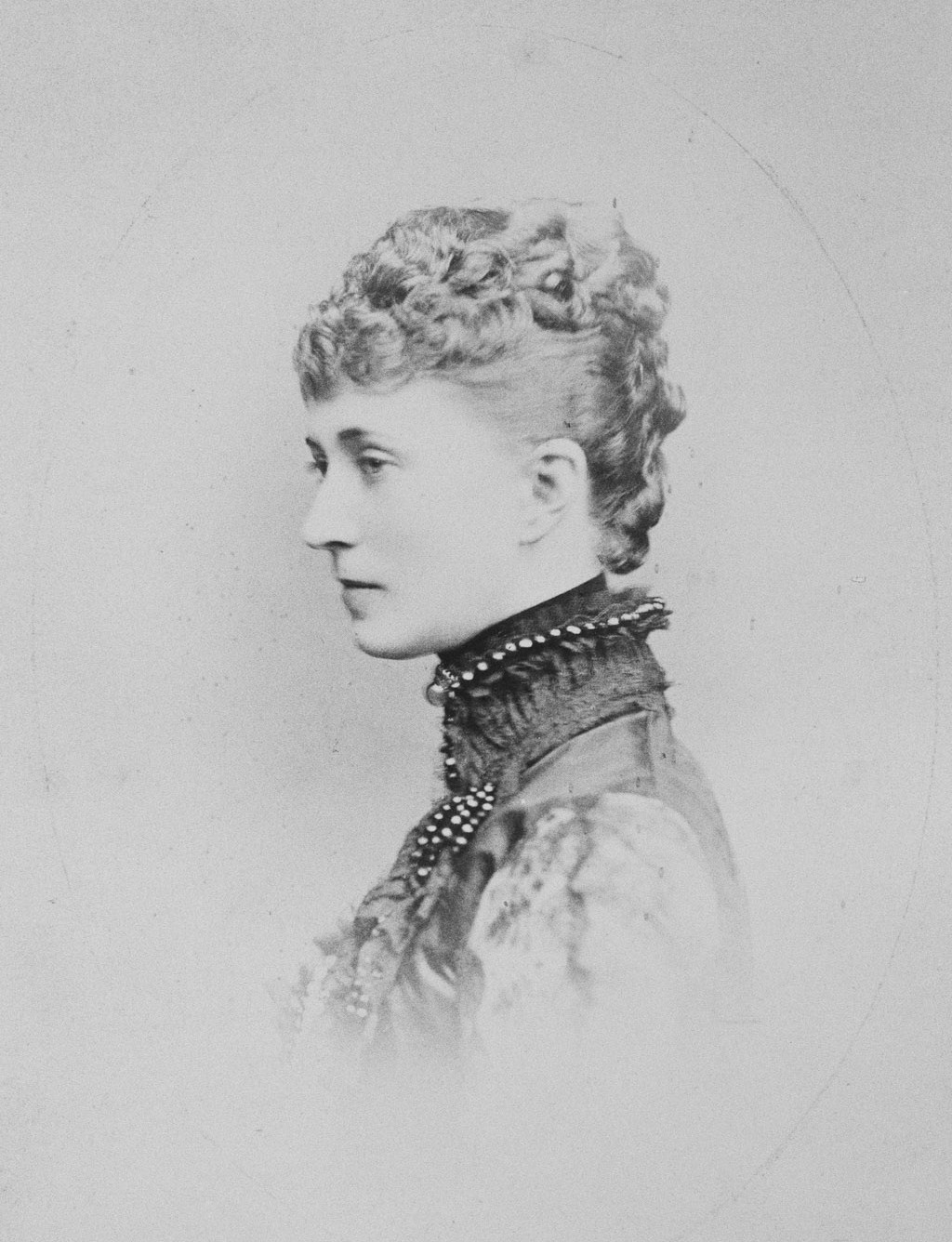
Hélène Standish en 1881 à Londres par Alexander Bassano. Collection royale de la reine Élisabeth II.

Mme Standish est la belle des belles. L'admiration de tous court au devant d'elle comme les yeux vont à la lumière. Elle n'est pas la plus distinguée des Parisiennes ; elle est la distinction incarnée. Sa robe est noire et relevée de nœuds-blancs. Elle porte en sautoir une écharpe de perles, et comme une reine, elle a le front ceint d'un diadème. »

C'est ainsi que Marcel Proust utilise l'expression « élégante du Septennat » à propos de Mme Standish et qui renvoie aux premières années de la Troisième République.

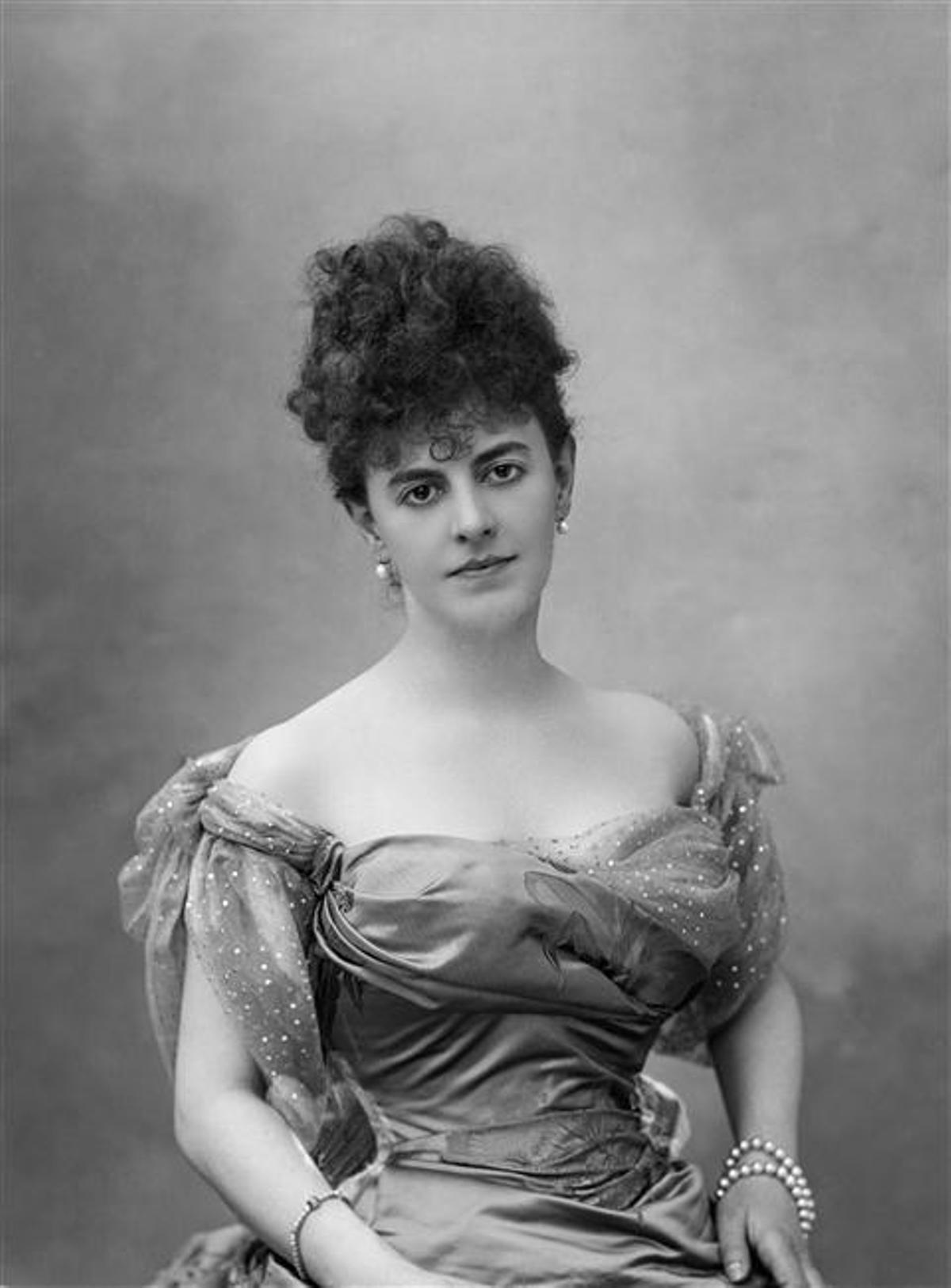
La comtesse Greffulhe, le 30 mai 1895 par Paul Nadar.

Quant à Henry Standish de son côté, il se rend fréquemment à Marienbad, station thermale dans l'Empire austro-hongrois de la Belle Époque où séjournent régulièrement les têtes couronnées, notamment en juin 1892 et juin 1894 avec ses amis Alfred de Gramont, Daniel Thuret et le général de Galliffet.
Comme le rappelle Céleste Albaret, Hélène Standish n'a pas d'enfant et elle accueille en 1902, sa nièce Mathilde de Montesquiou-Fezensac, alors mineure au décès de ses parents, en son hôtel parisien au no 3 rue de Belloy dans le 16e arrondissement de Paris. La jeune Mathilde perd sa mère, Émilie de Pérusse des Cars, qui meurt de maladie à l'âge de 57 ans en son château de Hauteville, le 1er mars 1901 et son père, Bertrand de Montesquiou-Fezensac, l'année suivante à l'âge de 65 ans, le 24 juillet 1902 à Paris dans son hôtel particulier du 7e arrondissement.
| - Un salon parisien aristocratique par James Tissot vers 1875. - Une soirée élégante par Victor-Gabriel Gilbert vers 1880. |

| - Les bains de mer à Biarritz, en 1900. - Élégantes de la Belle Époque. |

Le salon mondain et culturel de la maison Standish est l'un des plus réputés de la capitale et les hôtes les plus prestigieux sont sans nul conteste le roi d'Angleterre Édouard VII et son épouse Alexandra de Danemark. Un organiste illustre, présent également, Charles-Marie Widor raconte :

« Il venait avec la reine, l'officier d'ordonnance, la dame d'honneur, puis trois invités français, toujours les mêmes, Sardou qui représentait les lettres, Detaille la peinture et moi la musique. »

Le couple Standish fréquente Lord Randolph Henry Spencer-Churchill. Hélène Standish assiste avec son époux Henry, à la cérémonie de mariage entre Lord Randolph Churchill et Miss Jennie Jerome à l'ambassade de Grande-Bretagne et d'Irlande, rue du faubourg Saint-Honoré à Paris dans le 8e arrondissement, le 15 avril 1874. Les Standish sont cités dans la correspondance de Jennie Jerome, la mère du futur premier ministre Winston Churchill, né sept mois et demi après le mariage, le 30 novembre 1874.
Tout aussi présente dans les relations d'Hélène Standish, son amie la comtesse Élisabeth Greffulhe. Elle est la fille de Marie Joséphine Anatole de Montesquiou-Fézensac, nièce du contre-amiral Bertrand de Montesquiou-Fézensac et cousine de Mathilde. La comtesse Greffulhe quant à elle, ne manque pas d'inviter Hélène Standish dans son salon de la rue d'Astorg à Paris, mais aussi à Dieppe, où elle possède une vaste demeure de style anglo-normand hérissée de clochetons, la villa La Case et qui domine la falaise. Dieppe devient le rendez-vous de la haute société, des princes aux artistes.
Hélène Standish, pourtant profondément catholique et royaliste, reçoit aussi une personnalité de gauche, Raymond Poincaré. Ce républicain laïque, est plusieurs fois ministre puis président du conseil et enfin président de la République. Elle apprécie et estime cet homme d'État pour sa modération, son attitude tolérante envers la religion et son opposition à l'anticléricalisme.
La jeune Mathilde de Montesquiou se réfugie dans la musique et accompagne Henry et Hélène Standish lors des concerts d'orgue de leur ami Widor. Au mois de mars 1903, a lieu l'inauguration du nouvel orgue de Saint-Philippe-du-Roule où se rendent le couple Standish et leur nièce. Le musicien est au sommet de son art et pour Mathilde, ce sera une révélation. Contre toute attente, une relation se noue d'abord amicale, entre cet homme de talent, mais de presque quarante ans l'aîné de Mathilde. Cette dernière, héritière du château à Hauteville dans le département de la Mayenne, confie toutefois la gestion du domaine à son oncle et sa tante. Henry Standish fait appel à un cabinet parisien pour évaluer l'état des lieux et des travaux de rénovation sont réalisés de 1912 à 1916, dont la pose d'un calorifère afin d'assurer le chauffage de la propriété.
Après la Grande Guerre, l'idylle nouée entre Mathilde et Charles-Marie Widor prend une nouvelle tournure. Le musicien s'attarde de plus en plus dans le salon de Mr et Mme Standish et respectueux des usages, il leur demande si une union avec leur nièce est envisageable malgré la différence d'âge qui pourrait-être un obstacle. Mathilde est favorable à ce mariage et le couple de la rue de Belloy ne peut que consentir. L'union est donc célébrée le 26 avril 1920 à la mairie de Charchigné. Hélène toujours très mince et élégante « a revêtu une tunique à longues manches en shantung bleu nattier, avec plastron de broderies multicolores et une longue jupe bleu marine, modèle de Jeanne Lanvin ». Henry Standish, présent à la cérémonie, est très fatigué par des problèmes de santé. Pendant la Première Guerre Mondiale, il n'avait pas ménagé sa peine pour apporter les soins aux blessés installés dans son château de Montjoye.
| - Lucy Arbell, cantatrice et artiste lyrique mezzo-soprano. - Lydia Édith Eustis, cantatrice mezzo-soprano. - Fritz Albert Warmbrodt, ténor et artiste lyrique. - Charles-Marie Widor, organiste et compositeur. - Édouard Detaille, peintre et illustrateur. |

### Les dernières années

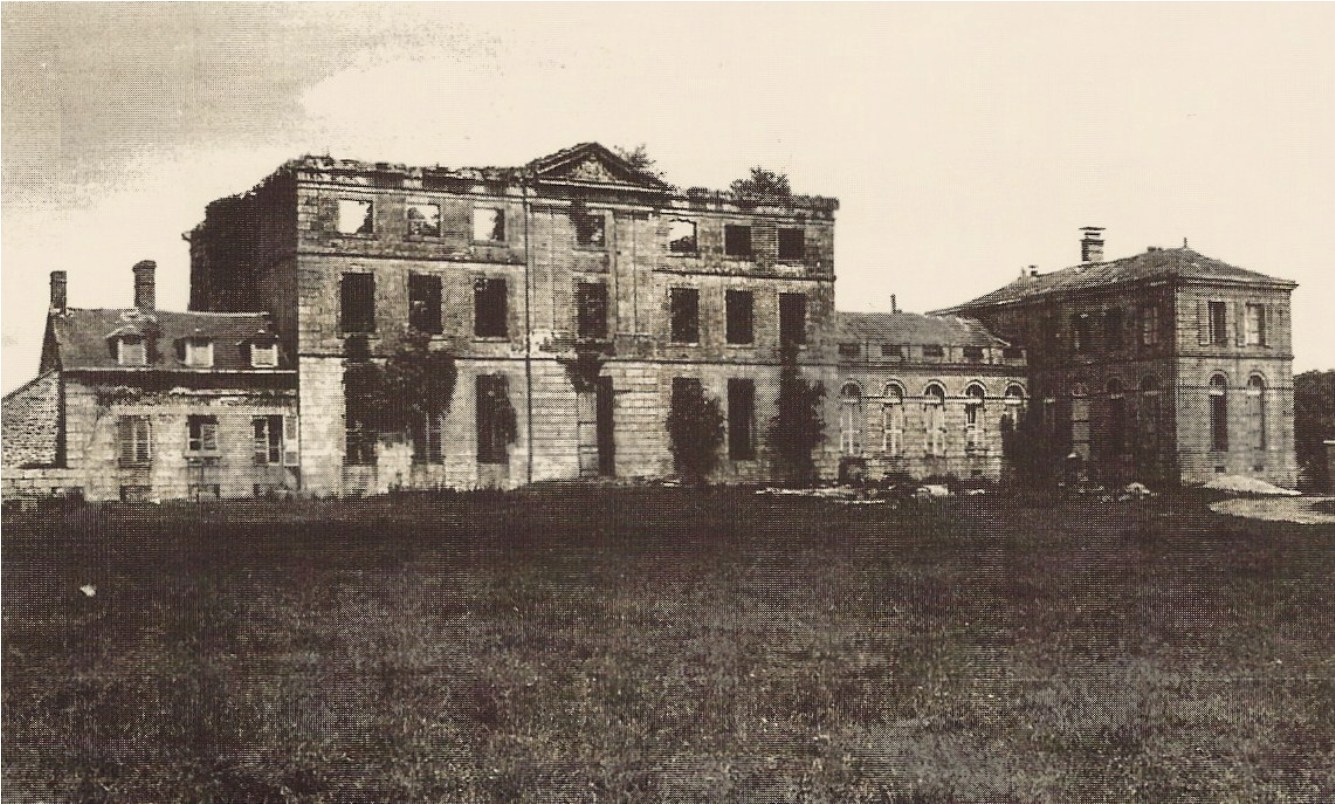
Le château de Hauteville en 1922, juste après le sinistre.

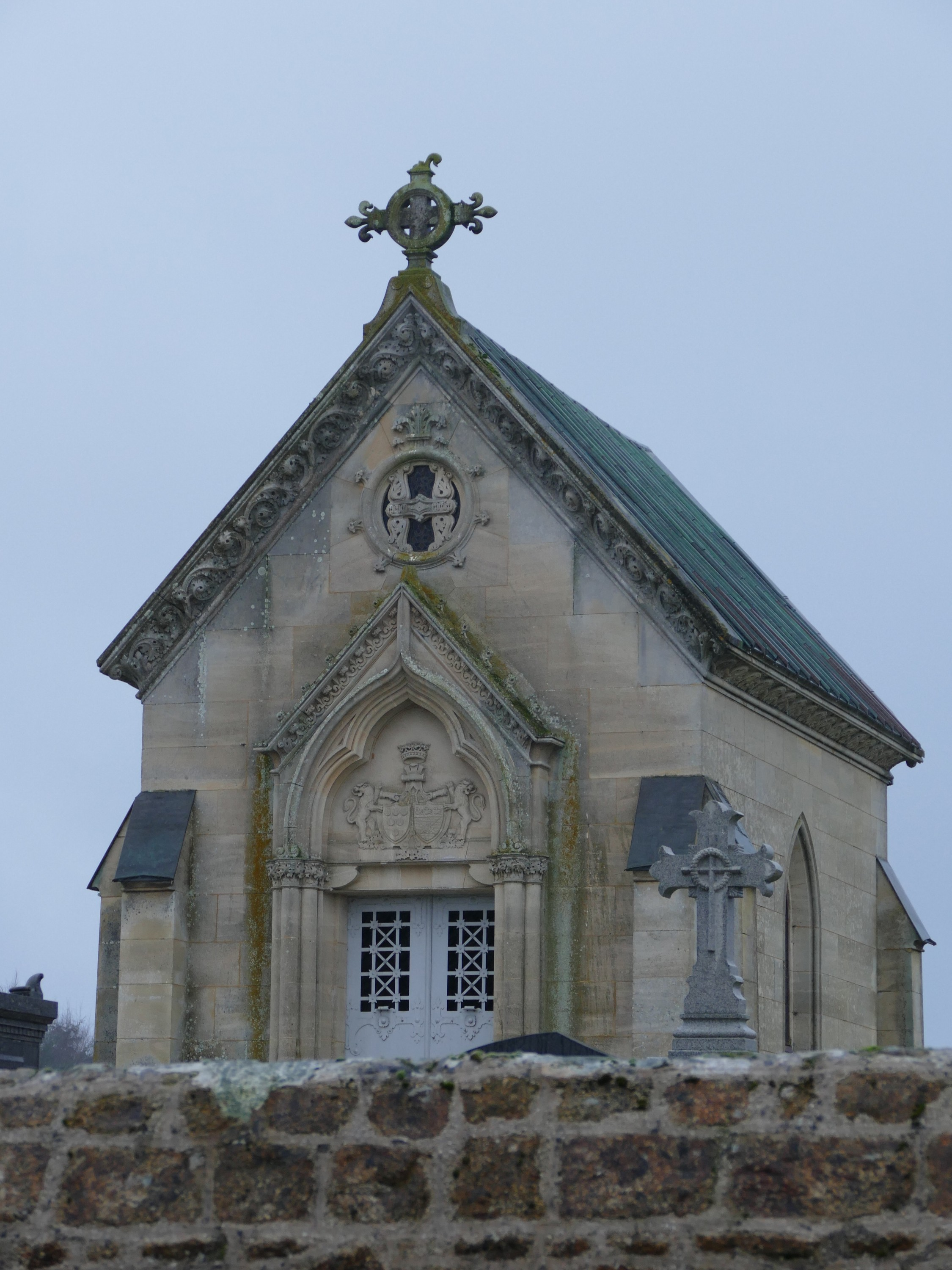
Chapelle de Hauteville à Charchigné. Hélène Standish repose en ce lieu, au côté de sa sœur Émilie de Pérusse des Cars, épouse du comte Bertrand de Montesquiou-Fézensac et de sa nièce, Mathilde de Montesquiou-Fézensac, épouse du compositeur Charles-Marie Widor.

Alors qu'il est en cure à Contrexéville, Henry Standish âgé de 73 ans, meurt à l'hôtel Cosmopolitain, rue du Château, le 31 juillet 1920 à huit heures du matin. Mme Standish qui se trouvait à ce moment-là en visite chez la reine Alexandra à Sandringham House, revient précipitamment en France. Henry Standish, Lord of Standish, est inhumé dans le caveau de la famille de Noailles, ducs de Mouchy et de Poix, au château de Mouchy-le-Châtel, auprès de sa mère Sabine de Noailles (1819-1870) et de son frère Cécil Standish (1852-1891).
Avec Henry, s'éteint le dernier Lord of the Manor de la lignée ancienne des Standish. Le domaine familial à Wigan avec son manoir et ses différentes exploitations agricoles sont proposés à une vente aux enchères publiques en mars et avril 1921. Enfin, Hélène remet l'ensemble des archives que détenait son époux, à la bibliothèque de Wigan. Une inestimable collection qui recouvre 650 ans d'histoire de cette illustre dynastie britannique.
Le 13 novembre 1922, le château de Hauteville est la proie des flammes. L'incendie a pris dans les combles par une poutre près de laquelle se trouve un tuyau de chauffage central qu'alimente le calorifère, installé dix ans plus tôt. Cinq personnes sont blessées en combattant le feu. Mathilde vient avec sa tante constater l'ampleur du désastre. 
Pour Hélène Standish, c'est le troisième incendie qui marque sa vie, après celui de Berystede et du Bazar de la Charité. Afin de fuir cette dernière image de désolation, Hélène Standish emmène sa nièce et Charles-Marie Widor faire un séjour en Suisse à Genève au bord du Lac Léman. Le couple a par ailleurs emménagé chez Mme Standish, rue de Belloy. Ainsi au soir de sa vie, Hélène peut compter sur le soutien de ses proches.
Hélène Standish meurt le 12 octobre 1933 à dix-huit heures, veillée par sa nièce, dans son Hôtel particulier au no 3 rue de Belloy dans le 16e arrondissement de Paris, à l'âge respectable de 86 ans.
Les obsèques ont lieu le 16 octobre suivant à l'église Saint-Pierre-de-Chaillot. Le dernier voyage de la défunte s'effectue de Paris vers le département de la Mayenne, pour être inhumée dans le caveau familial de la chapelle de Hauteville au sein du cimetière de Charchigné. Mathilde de Montesquiou-Fézensac organise la cérémonie et veille à ce que les honneurs soient rendus à sa tante Hélène Standish. Les hommages se déroulent en grand apparat dans l'église de la commune et Mme Standish repose désormais dans la crypte auprès de sa sœur Émilie de Pérusse des Cars, épouse du comte Bertrand de Montesquiou-Fézensac.
La dalle d'ardoise noire au sol porte cette inscription gravée, sous une croix dorée : « Ici repose - Madame Henry Standish - née Hélène de Pérusse des Cars - née à Paris le 7 août 1847 - décédée à Paris le 12 octobre 1933 - Requiescat in pace ».

### Postérité Standish

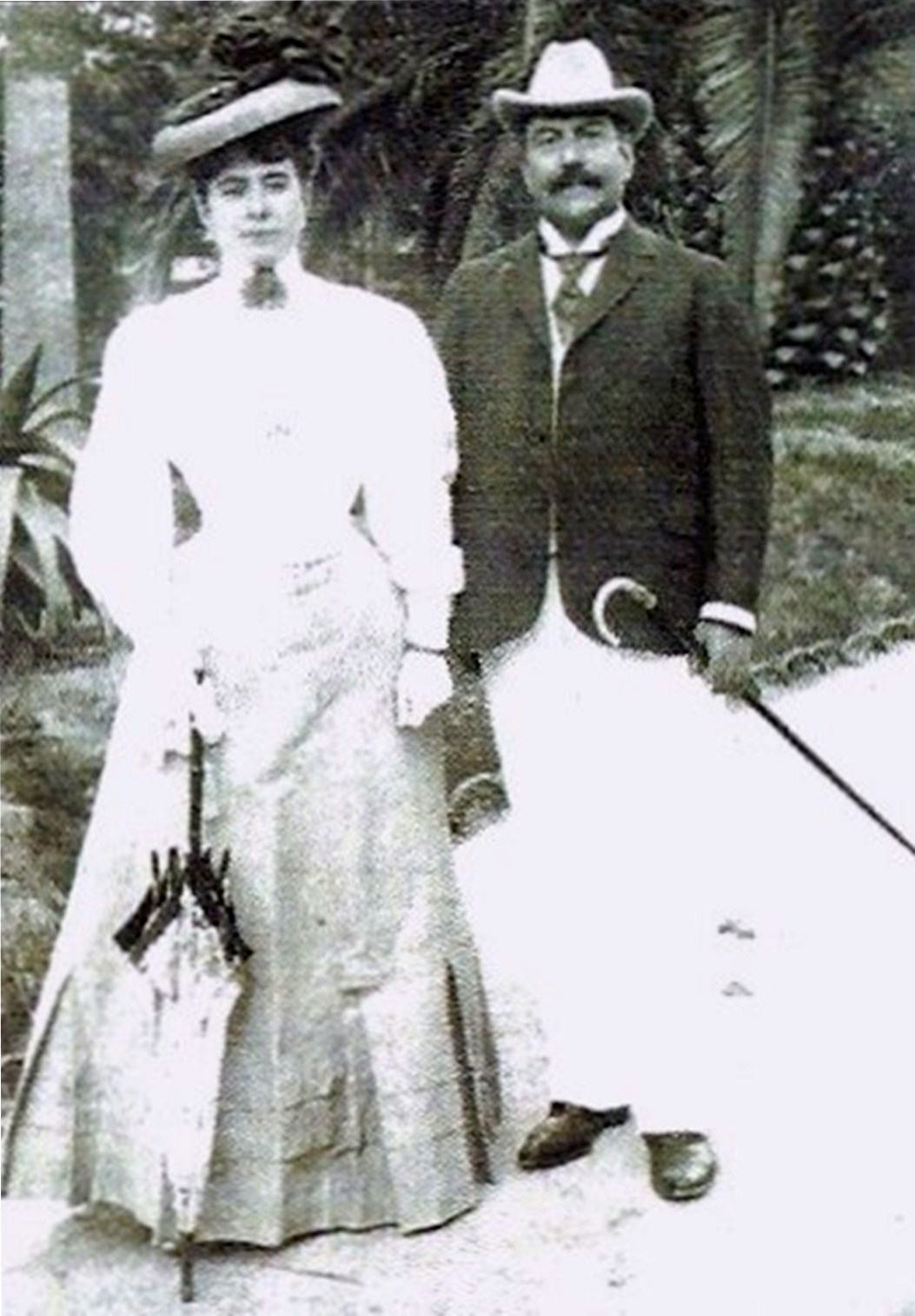
Le lieutenant-colonel Arthur Jules Marie Lemoël (1858 -1918), commandant supérieur des carabiniers du prince Albert 1er de Monaco et son épouse Louise Euphémie Marie Courteille (1869-1950), fille naturelle de Charles Henry Lionel Widdrington Standish (1823-1883), dans les jardins de Monaco vers 1910.

Henry et Hélène Standish sont sans postérité. La lignée française continue par les enfants naturels de Charles Henry Lionel Widdrington Standish et de Louise Florence Courteille :
1. Georges Albert Charles Courteille, né le 6 janvier 1851 à Paris dans le 1er arrondissement ancien[102]. Officier militaire, capitaine au 34e régiment territorial d'infanterie. Chevalier de la Légion d'honneur, le 26 juillet 1893[103]. Marié à Jeanne, Adélaïde Chaumet, le 7 juillet 1898 à Étauliers (département de la Gironde)[104]. Conseiller municipal de Melun. Artiste peintre avant la Première Guerre mondiale. Décédé le 18 mars 1917 à l'hôpital de Melun (Seine-et-Marne)[105], d'une hémorragie cérébrale[106],[107]. Leur fils unique est Georges Lionel Henri Albert Courteille, né le 23 décembre 1887 à Lodève (Hérault)[108] sous le nom de la mère, Chaumet, et reconnu par le père au moment du mariage à Étauliers (Gironde), le 7 juillet 1898. Marié à Saint-Brieuc (département des Côtes-du-Nord) le 29 novembre 1913 avec Joséphine Jeanne Antoinette Marcelle Cellier[109]. Au cours de la Première Guerre mondiale, il est décoré de la croix de guerre avec étoile d'argent. En 1917, sa hiérarchie le déclare comme excellent chef de section et doué d'un sang froid remarquable[110]. En effet, le 16 avril 1917, Georges Courteille est grièvement blessé en entrainant ses hommes à l'assaut. Il est affecté au 131e régiment d'infanterie et promu lieutenant par décret en date du 21 septembre 1924. Georges Courteille est le secrétaire général de l'Association France-Roumanie et nommé Chevalier de la Légion d'Honneur par décret du 5 novembre 1931, publié au Journal officiel du 8 novembre 1931 sur proposition du ministre de la Guerre, en qualité de lieutenant au Centre de mobilisation no 51[111].
2. Lionel Charles Edmond Widdrington Courteille né à Maisons-sur-Seine (Maisons-Laffitte) (département de Seine-et-Oise), le 29 octobre 1860[112]. En 1890, il est négociant et demeure à Esbly, dans le département de Seine-et-Marne. Sans postérité.
3. Marie Madeleine Élisa Widdrington Courteille née à Maisons-sur-Seine (Maisons-Laffitte) (département de Seine-et-Oise), le 3 juin 1863[113]. Mariée le 1er août 1883 à Neuilly-sur-Seine (département de la Seine), avec Joseph Édouard Caroly[114]. Édouard Caroly est natif d'Ixelles en Belgique, rentier et propriétaire. La famille Caroly s'installe à Saint-Soupplets, dans le département de Seine-et-Marne et achète en 1895 le château de Maulny (aujourd'hui, siège de la mairie depuis 1970). L'aîné de leurs sept enfants[115] est Henry Lionel Joseph Caroly, né à Neuilly-sur-Seine, le 5 octobre 1884[116]. Il est admis à l'École nationale supérieure des beaux-arts de Paris et devient artiste peintre[117]. Henry Caroly épouse le 9 mars 1910 à Paris dans le 16e arrondissement, Mathilde, Caroline Fernande Barbé. Lors de la Première Guerre mondiale, il intègre le 276e régiment d'infanterie en tant que soldat[118]. Henry Caroly est Mort pour la France le 5 septembre 1914 au Plessis-l'Évêque dans le département de Seine-et-Marne, au début de la Bataille de la Marne[119]. La commune de Saint-Soupplets honore la mémoire d'Henry Caroly en donnant son nom à une place et une école[120],[121].
4. Louise Euphémie Marie Courteille, née à Neuilly-sur-Seine (département de la Seine), le 24 juillet 1869[122]. Mariée le 9 septembre 1890 à Neuilly-sur-Seine[123], avec Arthur Jules Marie Lemoël (Lorient, 25 septembre 1858 - Monaco, 6 décembre 1918), capitaine d'infanterie de marine à Brest, colonel commandant supérieur des carabiniers du prince Albert 1er de Monaco, Chevalier de l'Ordre impérial du Dragon d'Annam et de la Légion d'honneur, le 30 décembre 1897[124]. Un de leurs enfants est Lionel Arthur Marie Ange Lemoël, né à Brest (département du Finistère) le 8 décembre 1892 et Mort pour la France, le 11 mars 1916 à Cumières au bois des Corbeaux, dans le département de la Meuse[125]. Chevalier de la Légion d'honneur, le 11 mars 1916 à titre posthume, par décret en date du 20 avril 1916 du ministre de la Guerre[126]. Il est Saint-Cyrien de la promotion « Montmirail » lorsque la guerre éclate. Le 10 octobre 1914, Lionel Lemoël est commissaire du gouvernement et rapporteur de la République[127] lors du procès et de l'exécution du sous-lieutenant Jean-Julien Chapelant, accusé de capitulation en rase campagne[128].

Louise Florence Courteille meurt le 18 décembre 1916 à Melun (département de Seine-et-Marne), chez son fils aîné, Georges Courteille.

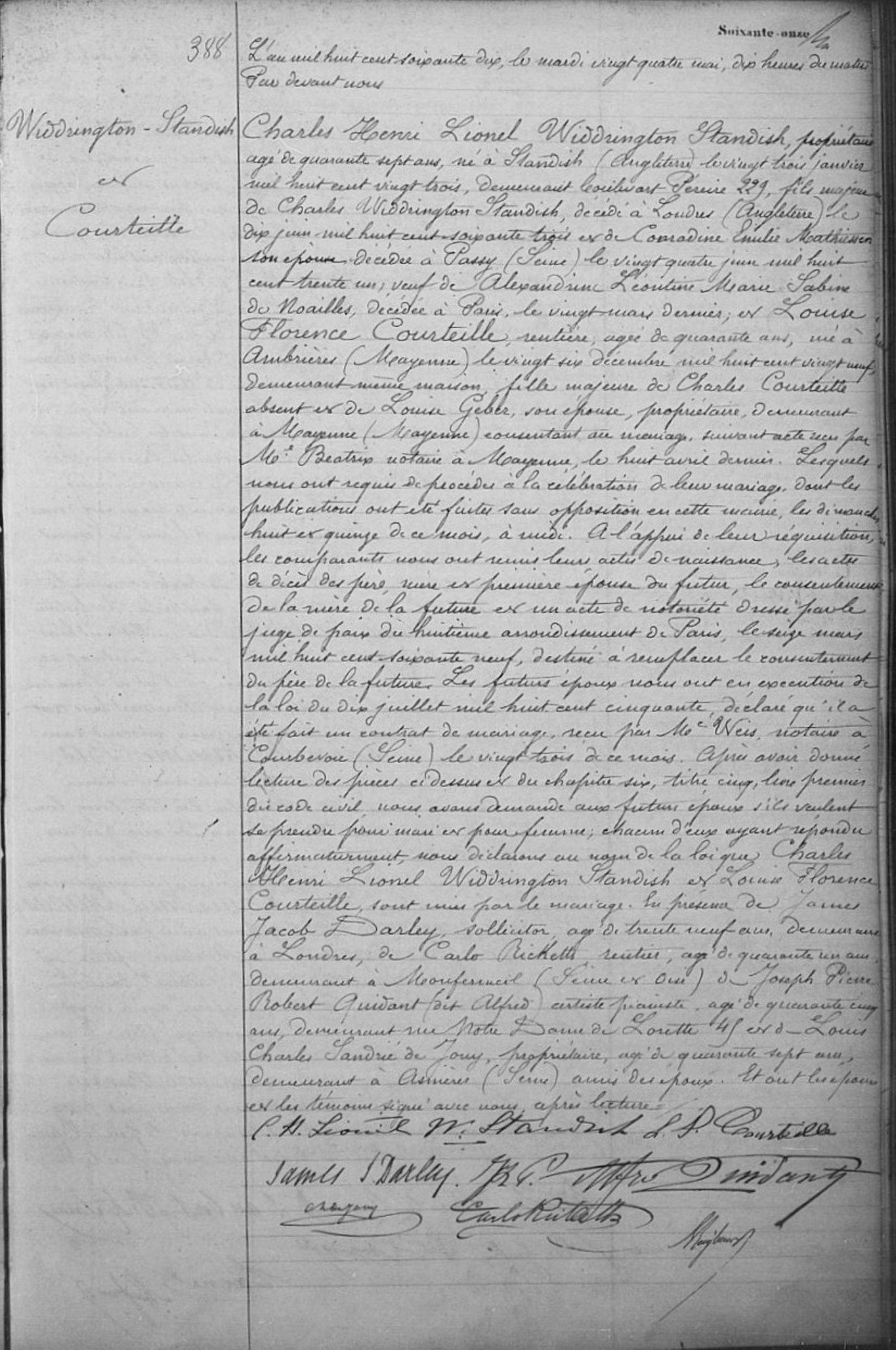
Acte d'état-civil du second mariage de Charles Henry Lionel Widdrington Standish (1823-1883), avec Louise Florence Courteille (1829-1916) à Paris dans le, le 24 mai 1870. Source : Archives de Paris.

Famille Courteille (Standish) - Lemoël
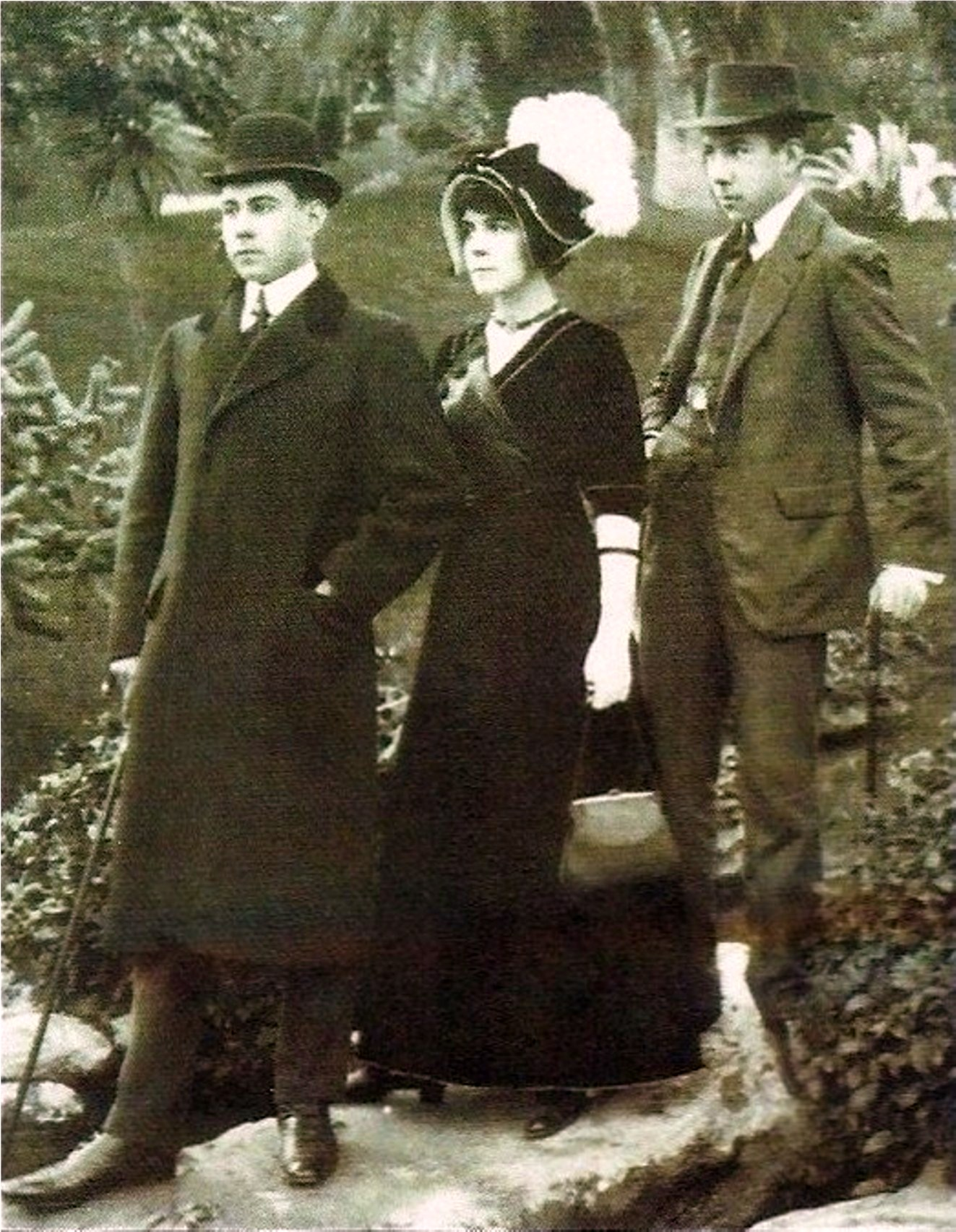
Lionel Lemoël (1892-1916), Angèle Lemoël (1891-1928), Arthur Lemoël (1895-1956) à Monaco en 1912. Absente, Lucile Lemoël (1899-1968).
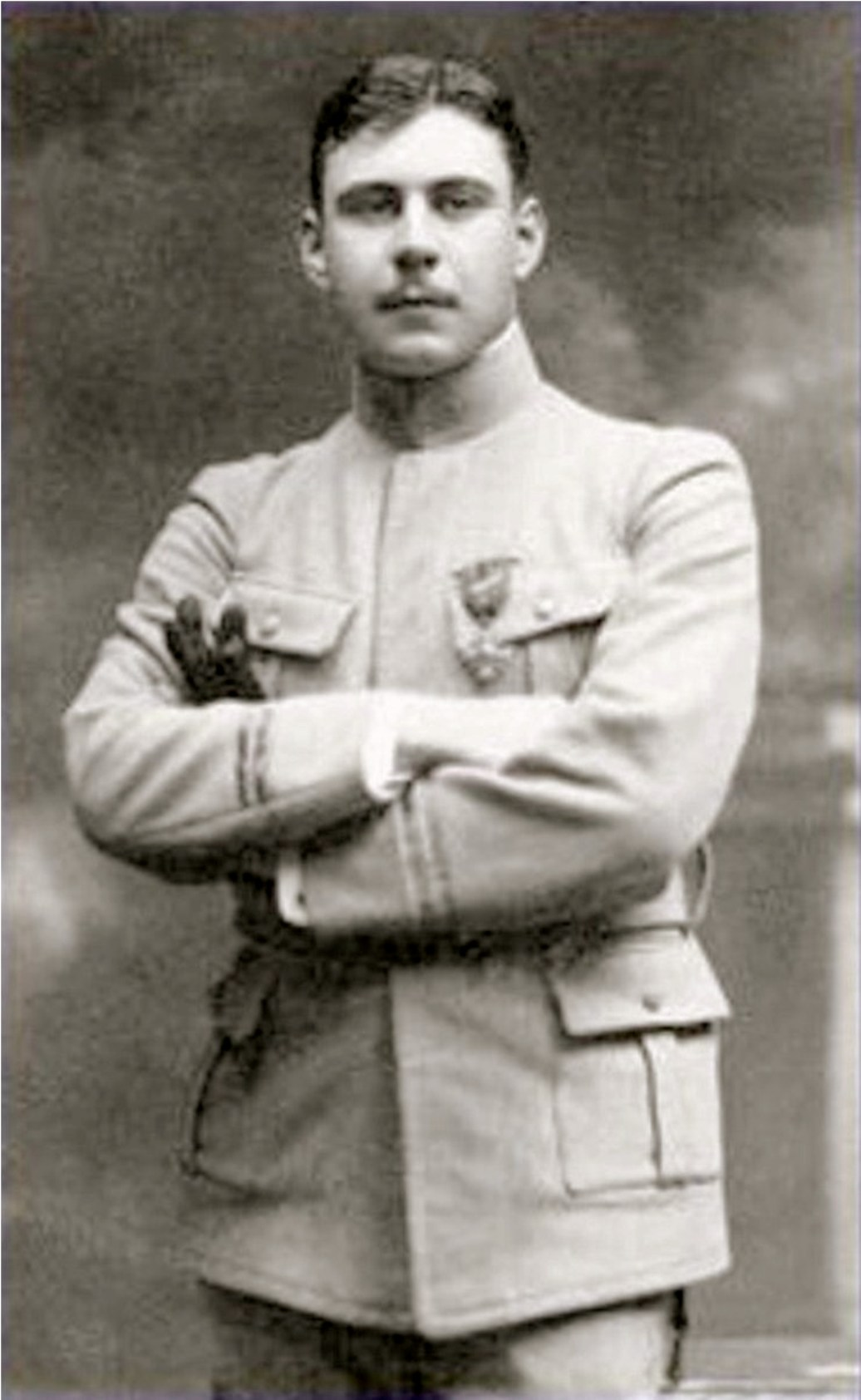
Lionel Lemoël, petit-fils naturel de Lionel Widdrington Standish, en uniforme et décoré de la Croix de guerre en 1915.
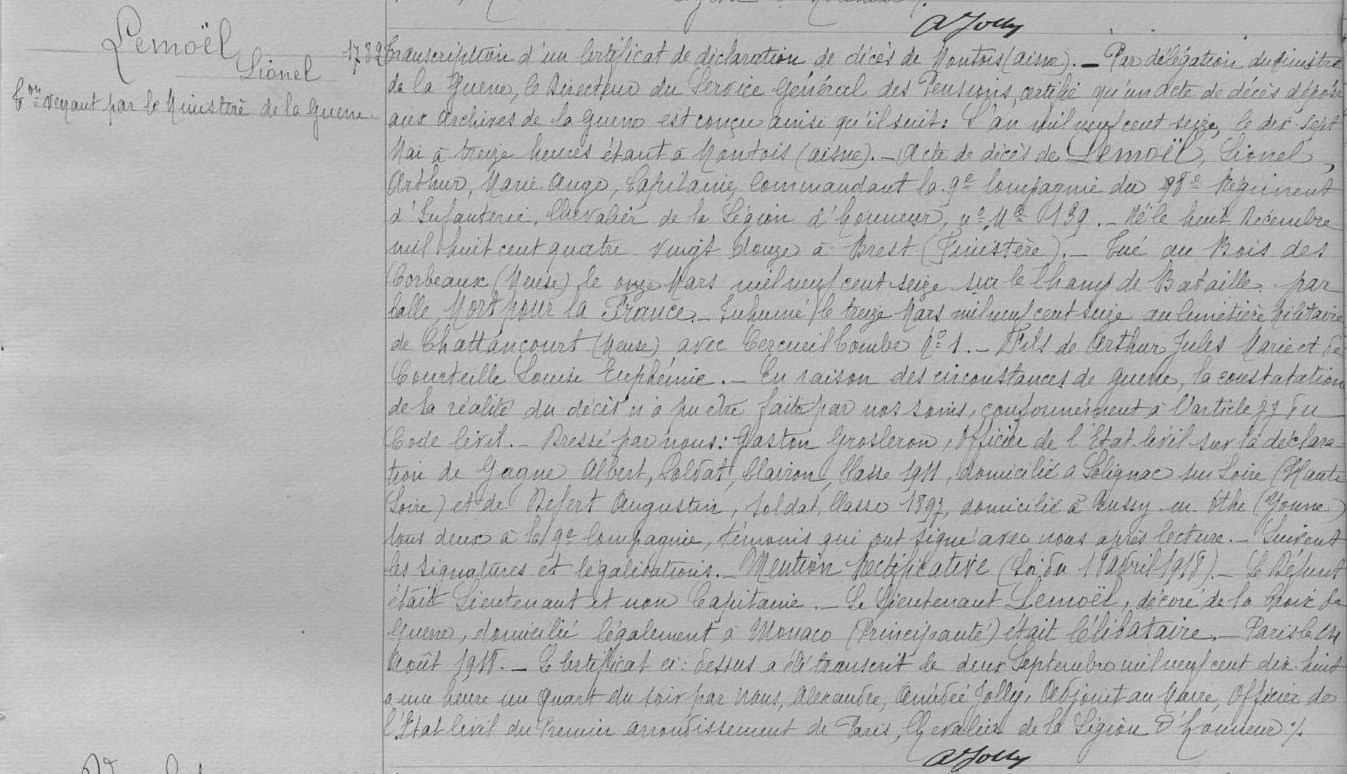
Transcription de l'acte de décès de Lionel Lemoël, Chevalier de la Légion d'honneur, Mort pour la France le 11 mars 1916.

## Propriétés
M. et Mme Standish résident dans les propriétés suivantes :
- Henry Standish et Hélène de Pérusse des Cars sont les propriétaires successifs de quatre Hôtels particuliers parisiens[130],[64], tous situés dans le 16e arrondissement, de 1870 à 1933 :
  - no 37, anciennement no 17, rue Dumont-d'Urville à Paris, 16e arrondissement. Hôtel vendu le 17 août 1885.
  - no 28 rue Galilée à Paris, 16e arrondissement.
  - no 43 avenue d'Iéna à Paris, 16e arrondissement. Ce domicile est répertorié dans plusieurs ouvrages de l'époque jusqu'en 1904[131].
  - no 3 rue de Belloy à Paris, 16e arrondissement. Ce domicile est répertorié dans plusieurs ouvrages à partir de 1905[132],[60], notamment ceux consacrés à Marcel Proust[133]. Mme Standish meurt dans son Hôtel particulier de la rue de Belloy, le 12 octobre 1933.
- Une propriété à Morley dans le département de la Meuse, mentionnée dans le testament olographe du 28 mai 1892 en langue anglaise d'Henry Standish et dont la traduction française est déposée chez Maître Charles Maurice Prud'homme le 3 février 1923 à Paris. Cette propriété se situe après la guerre de 1870, proche de la nouvelle frontière avec l'Allemagne à la suite de l'annexion de l'Alsace et d'une partie de la Moselle. Hélène Standish est instituée légataire universel, à savoir que son époux lui a légué la totalité de son patrimoine disponible en France, exception faite du domaine de Morley. Dans ce même département à une distance de 50 km, résident depuis 1891, le capitaine Georges Courteille du 161e régiment d'Infanterie de Ligne à Saint-Mihiel, demi-frère naturel d'Henry Standish, et sa mère Louise Courteille, veuve de Lionel Standish (famille Courteille-Standish, se reporter au chapitre : Postérité Standish).
- Standish Hall (Lancashire), domaine familial des Standish à Wigan en Angleterre, avec son manoir de style « Queen Ann » et ses exploitations agricoles. Le dernier membre de la famille à résider dans Standish Hall est Charles Strickland Standish. Il loue la propriété par la suite à Thomas Darwell, le maire de Wigan, en 1824 ou 1825. Le domaine est ensuite loué à plusieurs locataires par la famille Standish au fil des ans, dont Nathaniel Eckersley, ancien membre conservateur du parlement du Royaume-Uni, qui y meurt en 1892. Les différentes propriétés sont vendues séparément aux enchères publiques en mars et avril 1921, dans le cadre de la succession d'Henry Standish décédé l'année précédente. Les bâtiments sont démolis à partir de 1923.

|  |

- Manoir de Berystede à South Ascot dans le Berkshire en Angleterre. Détruit par un incendie, le 27 octobre 1886.
- Château de Montjoye ou Montjoie à Clairefontaine-en-Yvelines. M. et Mme Standish résident dans le domaine de 1894 à 1920. Le lieu-dit Montjoye apparait dans les recensements de la population de Clairefontaine à partir de 1876 avec pour propriétaires successifs : M. Charles Loreau et son épouse Louise Drollon[134], le baron João Ferreira Dos Santos Silva de Santos et son épouse Henriette Julie Cornélia Landau de 1890 à 1894 et qui sont à l'origine de la première construction du château de Montjoye[64],[68], M. Henry Standish et son épouse Mme Hélène de Pérusse des Cars, le banquier M. André Lazard[135] associé au Groupe financier Lazard et sa seconde épouse, Georgette Alice Bertier, en 1920. Après le décès de André Lazard survenu en 1931, le domaine est en indivision entre Georgette Bertier et ses deux belles-filles issues du premier mariage de André Lazard, Simone et Marie-Louise Lazard, de 1931 à 1938. Georgette Bertier en devient totalement propriétaire de 1938 jusqu'à l'année de son décès en 1971. Par la suite, ce sont les deux filles nées du premier mariage de Georgette Bertier avec Jean-Baptiste Giusti, Alice Giusti et Louise Giusti, qui héritent de la propriété de 1971 à 1981. Les deux sœurs ont épousé deux des fils du docteur Jean Camus (né à Nemours en 1872 et mort à Paris en 1924) de la Faculté de médecine de Paris, Jean Marie Camus et Jean Louis Camus. Les enfants des deux couples héritent du domaine de Montjoye de 1981 à 1983 à la suite d'une donation de leurs mères. Enfin, la Fédération française de football se porte acquéreur de l'ensemble de la propriété de Montjoye à Clairefontaine[73], le 19 décembre 1983[136].

- Le Château de Hauteville dans le département de la Mayenne n'a jamais été la propriété d'Hélène Standish, mais celui de sa sœur, Émilie de Pérusse des Cars, et de sa nièce, Mathilde de Montesquiou-Fézensac. Cependant, la gestion du domaine de Hauteville est confiée à la famille Standish, à la suite des décès d'Émilie de Pérusse des Cars en 1901 et de son époux, le contre-amiral Bertrand de Montesquiou-Fézensac en 1902. Mathilde est alors mineure (née à Lorient, le 29 juillet 1883) et elle est prise en charge par sa tante Hélène de Pérusse des Cars, suivant les dispositions testamentaires légales[60]. Ainsi la rénovation du château de Hauteville en 1913, est décidée par les époux Standish et ils viennent régulièrement séjourner dans le prestigieux domaine avec leur nièce[137].
- En complément du patrimoine immobilier de la famille Standish en France, les grands-parents d'Henry Noailles Widdrington Standish, Charles Strickland Standish et Émilie Conradine Matthiessen, possédaient le château de Carlepont dans le département de l'Oise. Le château est construit en 1762 et appartenait aux évêques de Noyon. Confisqué comme bien national, il connaît différents propriétaires depuis le 13 juin 1791[24]. Le château et son domaine sont achetés en 1817 par le baron Gaspard Henri de Finguerlin de Bischingen (1776-1856) et son épouse Rose Henriette Péronne de Sercey (1770-1849)[24]. Leur gendre, Charles Strickland Standish (1790-1863), époux de Émilie Conradine Matthiessen (1801-1831), en devient propriétaire de 1828 au 20 octobre 1835[24]. Le château de Carlepont sera détruit au cours des bombardements de la Première Guerre mondiale.

## Madame Standish et les arts

### Expositions
Une exposition avec pour thème « Le Grand Monde de Marcel Proust » où figurent les personnages illustres de la Belle Époque, dont l'écrivain s'inspire pour ses romans, s'est déroulée au musée Maxim’s à Paris, du 14 novembre 2012 au 14 avril 2013. Madame Standish est l'un des modèles de la duchesse de Guermantes pour Marcel Proust, au même titre que la comtesse Greffulhe ou Mme Straus. Cette exposition rassemble les portraits, tableaux, photographies, parures et journaux de cette période.

### Sources modernes

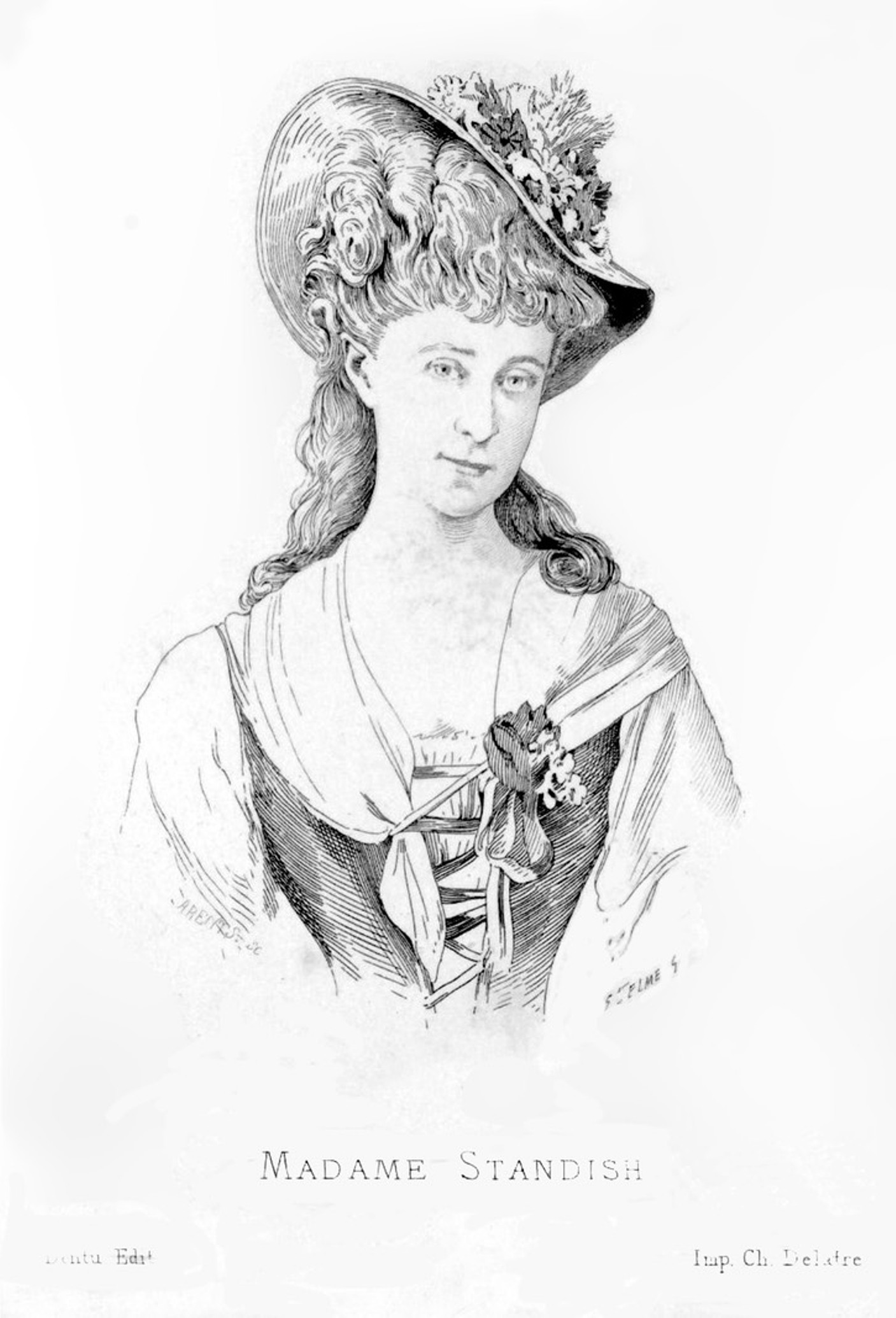
Gravure d'Hélène Standish par Saint-Elme Gautier et publiée par l'éditeur Édouard Dentu vers 1880.

- Laure Hillerin, La comtesse Greffulhe : l'ombre des Guermantes, Paris, Éditions Flammarion, coll. « Documents et essais », 15 octobre 2014, 560 p. (ISBN 978-2-08129-054-9, présentation en ligne).
- Jean Huon, « L'ambulance de Montjoye », Bulletin La Claire Fontaine, Clairefontaine-en-Yvelines, Association Les Amis de Clairefontaine, no 36,‎ octobre 2015, p. 16 à 18 (ISSN 0998-8920).
- Jean Huon, « Le château de Montjoye », Bulletin La Claire Fontaine, Clairefontaine-en-Yvelines, Association Les Amis de Clairefontaine, no 33,‎ septembre 2013, p. 12 à 13 (ISSN 0998-8920).
- Éric Mension-Rigau, L'ami du prince : Journal inédit d'Alfred de Gramont (1892-1915), Paris, Éditions Fayard, coll. « Divers Histoire », 2 février 2011, 720 p. (ISBN 978-2-21363-141-7, présentation en ligne).
- Marie-Thérèse Pelatan, Jean Pelatan et Odette Tournier (préf. Robert Lehagre, maire honoraire de Charchigné), Trois dames et un château (histoire du château d'Hauteville à Charchigné et de ses propriétaires), Mayenne, Éditions régionales de l'Ouest, 7 juin 2007, 112 p. (ISBN 978-2-85554-126-6, BNF 42144639, présentation en ligne).
- (en) Percy Hathaway, Some Ramblings of an old Bogonian : Stories in and Around South Ascot, Ascot (Berkshire), Éditions de l'auteur Percy Hathaway, 1995 (réimpr. 2005), 131 p.
- (en) Eleanor Johnson, The Standish family, 1189-1920 : History of Standish, Wigan, Éditions Standish Local History Group, 1er janvier 1972, 55 p. (ISBN 978-0-95027-960-2)
- (en) Edward Walford, The county families of the United Kingdom : or Royal manual of the titled and untitled aristocracy of England, Wales, Scotland, and Ireland, vol. 59, Londres, Éditions Spottiswoode, Ballantyne & Co., septembre 1919 (1re éd. 1860), 1596 p. (lire en ligne), « Standish Henry Noailles Widdrington », p. 1255
- (fr + en) Cecil Standish et Henry Standish, Lettres de Cecil Standish, Paris, Éditions Alphonse Lemerre, 15 mars 1893, 412 p. (lire en ligne)
- Cecil Standish (Revue des deux Mondes no 101), Niévès, Paris, Éditions de la Revue des deux Mondes, 1er octobre 1890, 976 p. (lire en ligne), partie 1, p. 481 à 519
- Cecil Standish (Revue des deux Mondes no 101), Niévès, Paris, Éditions de la Revue des deux Mondes, 15 octobre 1890, 976 p. (lire en ligne), partie 2, p. 721 à 760
- Paul comte Vasili, La société de Paris : Le grand monde, vol. 1, Paris, Éditions de La Nouvelle Revue, 1887, 483 p. (BNF 38937856, lire en ligne), « La vie à Paris (Madame Standish) », p. 429 à 431Le comte Paul Vasili est le pseudonyme collectif de : Juliette Adam (1836-1936), Élie de Cyon (1843-1912), Henri Durand-Morimbau (1848-1911) et Catherine Radziwill (1858-1941).
- (en) Edward Walford, The county families of the United Kingdom : or Royal manual of the titled and untitled aristocracy of Great Britain and Ireland, vol. 13, Londres, Éditions Robert Hardwicke, janvier 1873 (1re éd. 1860), 1236 p. (lire en ligne), « Standish Charles Henry Lionel Widdrington », p. 925
- Sabine de Noailles (Mme Standish 1819-1870), Souvenirs de la maréchale princesse de Beauvau (née Rohan-Chabot) : suivis des mémoires du maréchal prince de Beauvau, Paris, Éditions Léon Techener, 1872, 458 p. (lire en ligne)

### Sources anciennes
- Département de Paris :
Archives de Paris - Archives de l'État civil - no 18 boulevard Sérurier 75019 Paris
Bibliothèque nationale de France - Quai François Mauriac 75706 Paris Cedex 13.
- Département de la Mayenne :
Archives départementales de la Mayenne - Archives de l'État civil - no 6 place des Archives 53000 Laval.
Mairie de Charchigné - Archives municipales - 6 rue Bruyère 53250 Charchigné.
- Département du Pas-de-Calais :
Archives départementales du Pas-de-Calais - Archives de l'État civil - Centre Georges-Besnier, 12 place de la Préfecture 62000 Arras.

#### France
- Maison de Pérusse des Cars
- Maison de Noailles
- François Nicolas René de Pérusse des Cars
- Amédée de Pérusse des Cars
- Château de Montjoye (Clairefontaine)

#### Royaume-Uni
- Standish family (en)
- Frederick Standish (en)
- Berystede (en)